# Історія православ'я в Україні
Православ'я — найпоширеніша християнська деномінація в Україні. Православ'я з'явилося на території сучасної України ще в доруський час. Із X століття стає головною релігією Київської Русі, та, пройшовши всі віхи історії українських земель, дійшло до нашого часу.

## Доруська історія християнства на території України
На землях Північного Причорномор'я християнство з'явилось з апостольських часів. Згідно з писанням Євсевія Кесарійського, яке ґрунтувалося на працях Оригена (3 ст.), апостол Андрій одержав як місійну територію Скіфію. Він мав з Синопу вирушити на Закавказзя, Чорне море та в Скіфію (А. Карташев).
Другим відомим місіонером на землях Русі був учень апостола Петра римський папа Климент I (88-97 рр.). Як опозиціонера до офіційної римської релігії, за правління імператора Траяна наприкінці І ст. н. е. його було заслано до каменоломень Херсонесу Таврійського. Він був не єдиний християнин у кримських копальнях, за оцінками в них перебувало близько 2000 засланих християн, серед яких Климент продовжував вести християнське служіння. Його проповідь навертала також і місцевих язичників, за що святий зрештою був покараний на смерть. Його вкинули в море за розпорядженням імператора, прив'язавши якір до шиї. Святий Климент І загинув на переламі І століття — 97 або 101 р.н. е. де він зазнав мученицької смерті за пропаганду християнського віровчення. Повертаючись у 867 до Моравії, слов'янські першовчителі беруть з собою частину мощей св. Климента, щоб представити їх у Римі і Константинополі.
Одними з перших груп місцевошанованих святих є священномученики Херсонеські. У IV столітті після легалізації християнства в Римській імперії на території Криму були створені перші єпархії в Херсонесі і Боспорі, представники яких брали участь у перших Вселенських соборах.
Розповсюдженню культу св. Климента в Київській Русі сприяло офіційне розміщення після перевезення князем Володимиром (980—1015 рр.) з Корсуня (Херсонесу) до Києва у 988 голови Климента, а також тіла його учня Фіва, у спеціальній раці. Автор «Слова», виголошеного на честь цієї церкви, вважає св. Климента основним святим Церкви Христової і заступником Руської землі.

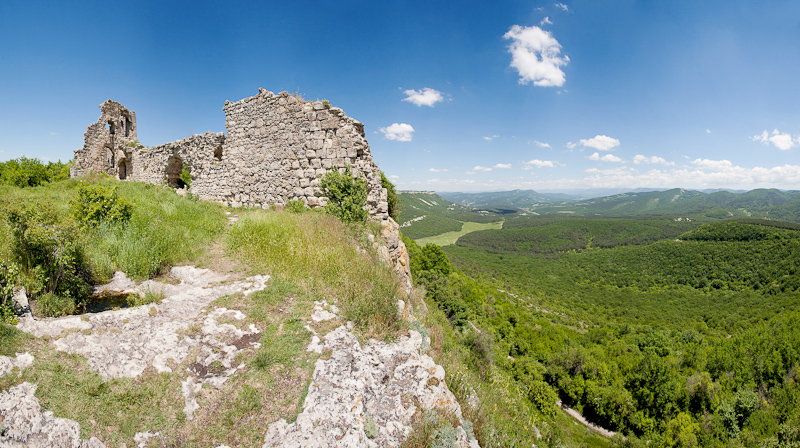
Руїни Мангуп-Калє

Не тільки еллінські міста на зразок Херсонеса або Пантикапея представляли християнство на території сучасної України. На початку ІІ століття готи оселились у степах між Дністром та Доном. В наступному столітті готів витіснили зі степів гуни, але частина готів відступила до Криму й створила там свою державу — Дорію зі столицею на Мангупі. Під впливом Візантії місцеві готи прийняли християнство та отримали свою єпархію. В 12-15 століттях кримські готи створили свою міцну державу Феодоро, яку зруйнували османи.
З 8 століття Тмуторокань мала власного єпископа.

## Виникнення християнства на Русі
Християнство поширилось серед східних слов'ян задовго до Хрещення Русі в 988 році. Вважається, що християнином був князь Аскольд. Деякі історики розвивають концепцію аскольдового хрещення Русі у 860-х роках, яка залишається дискусійною. На цьому етапі християнство приймали представники вищих верств, князі та воїни. Християнкою була княгиня Ольга. Згідно з Повістю минулих літ у 945 році в Києві вже стояла християнська церква, якою вважають церкву на місці сучасної Іллінської церкви.
988 року відбувається її хрещення та утворена Київська митрополія. Відтоді християнство стає головною релігією Русі.

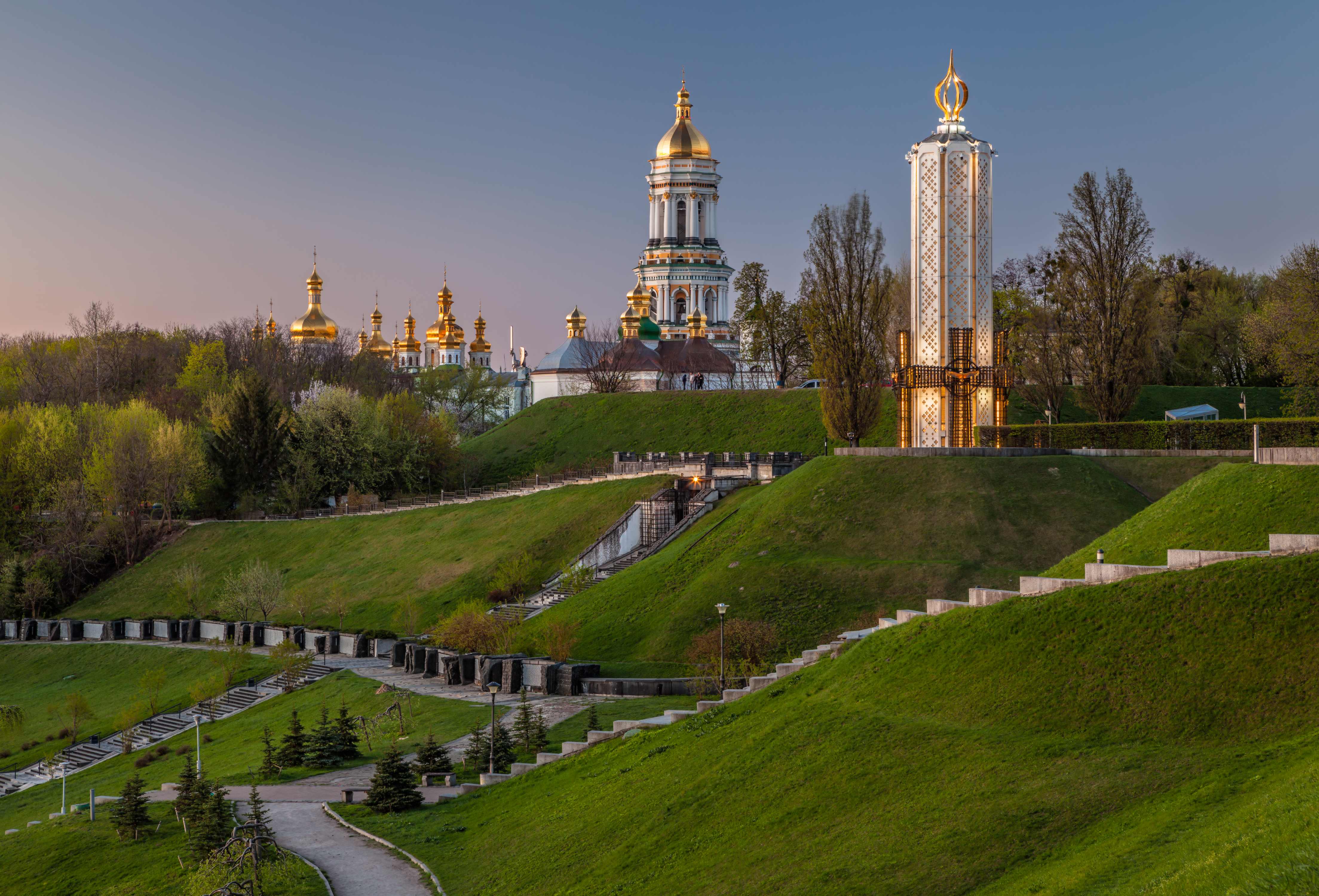
Києво-Печерська лавра

Християнство принесло на Русь писемність, стало поштовхом для розвитку культури та політично піднесло авторитет Русі на міжнародній арені.
Згідно з Повістю минулих літ 988 року у Києві відкриті перші школи. Учителями були священики з Корсуня, які знали слов'янську мову. Десятинна церква вважається першою кам'яною церквою на Русі, згодом кам'яне сакральне будівництво швидко розвивається та розвиває власний стиль з великим впливом архітектури Візантії.
Існують різні версії про походження перших єпископів Русі. Найбільш популярна версія викладена у Повісті минулих літ, згідно з якою священницька ієрархія прийшла з Візантії. Згідно з іншими теоріями першого єпископа на Русь прислали з Охридської церкви (була церквою предків сучасних болгар та сербів), з Риму чи Тмутаракані. Традиційно першим київським єпископом вважається Михаїл, проте за альтернативними версіями ним могли бути Леонтій або Теофілкат. Митрополит Феопемпт, призначений у 1037 (за іншими даними з 1038) році, був першим митрополитом, який без сумніву призначався з Константинополя. За часів роздробленості Русі призначення митрополита безпосередньо з Візантії давало йому політичну можливість зберігати нейтральність у міжусобних війнах та закликати до миру. Так, митрополит Миколай вмовляв Володимира Мономаха в 1097 зупинити міжусобиці, а Єпископ Ніфонт Новгородський у 1135 ходив до Києва мирити киян з чернігівцями. Миротворча діяльність церковної ієрархії дуже швидко створила для неї спеціальне місце в державному житті — місце посланців. Сторінки літописів переповнені безліччю таких прикладів. Єпископи скріпляли мирні угоди, а порушників цих угод могли відлучити від церкви.
У 1051 році, за участю Антонія Печерського, який повернувся з Афона, був заснований знаменитий Києво-Печерський монастир.

## Від 1299 до 1458 року
Після спустошливих татаро-монгольських набігів у середині 13 сторіччя Київ утрачає центральне політичне значення на Русі та приходить до занепаду. На Русі утворюються три інших центри: західний навколо Волині, міст Галича та Володимира (на Волині), та два північні (Володимир на Клязмі та Новгород). Вже митрополит Кирило більший період діяльності проводить у Володимирі на Клязьмі. Від 1299 року Київ остаточно перестає бути резиденцією митрополита. Хоча митрополит зберіг титул Київського, але відтепер він перебував у інших містах і лише епізодично — у Києві, як, наприклад, митрополит Кипріан на певному етапі свого служіння.
В цей період землі митрополита Київського поділили між собою нові держави, що виникли на території Київської Русі: Галицько-Волинське князівство, Велике князівство Литовське, Велике князівство Московське (пізніше перетворене у Московське царство), Польське Королівство. Між означеними державами починається боротьба за вплив на призначення митрополита або ж за створення своєї незалежної митрополії. Хронологія цих змін складна та заплутана. Так, митрополит Петро був родом з Волині, та його відправили до Константинополя, щоб затвердити митрополитом Галицьким. Проте тоді ж помер митрополит Київський Максим, тому з Володимира на Клязьмі теж відіслали свого кандидата до Константинополя, щоб затвердити його митрополитом Київським. В Константинополі вирішили не розділяти руські землі й поставити одного митрополита для всіх, а отже єдиним митрополитом став волинський претендент Петро. Проте, ставши єдиним митрополитом Київським, замість того, щоб стати митрополитом Галицьким, Петро вирушає в північні землі. За його правління резиденція митрополита Київського переміщується з Володимира на Клязьмі до Москви.
Від 1303 року на прохання галицько-волинського князя була створена незалежна Галицька митрополія, її територія охоплювала землі князівства. Вона існувала до 1401 року, однак з великими перервами. Наприклад, як сказано вище, з 1305 по 1326 рік Петро був єдиним митрополитом для галицьких та московських земель, але його резиденція перебувала в Москві. Від 1329 до 1337 та від 1347 до 1370 кафедра Галицького митрополита пустувала, причому в 1370 вона була відтворена вже після занепаду Галицько-Волинського князівства та входження Галичини до Польщі. Офіційно резиденцією Галицького митрополита був Галич, але до того часу місто вже давно занепало, тому фактично її центром став Львів.
З 1300-х років литовські князі починають спроби зробити власну митрополію, проте дані про її існування до середини сторіччя уривчасті. Відомо, що патріарх Іван XIII Гликіс (роки служіння 1315 - 1320) поставив в Литву митрополита Теофіла. Після смерті Теофіла у 1330 році литовська кафедра пустувала до 1355 року. Митрополит у Великому князівстві Литовському мав титул Митрополита Київського та Литовського, митрополити в Москві теж мав титул Київського, через що може виникнути плутанина. Резиденція митрополита в Великому князівстві Литовському розміщувалася у Новогрудку.
Київська митрополія в Литві мала власного митрополита з перервами, поміж якими землі Литви підпорядковувалися митрополиту в Москві. При виборі нових митрополитів вселенський патріарх частіше надавав пріоритет ставленику Москви, оскільки Московська держава перебувала під впливом Золотої Орди, а Візантія підтримувала добрі стосунки з Ордою.

## Від 1458 до XVIII століття. XVIII століття на українських землях в складі Речі Посполитої
Цей період в історії українського православ'я ознаменувався великими досягненнями та великими трагедіями.
З 1441 Москва фактично розриває зв'язок з Константинопольським патріархом через Флорентійську унію. Хоча в 1450 Константинопольський патріарх відмовляється від унії, канонічний зв'язок Константинополя та Москви відновився тільки в 1589.
Вигнаний з Москви митрополит Ісідор до 1458 зберіг свій титул відносно західноруських земель, хоча весь цей час провів поза межами земель Литви та Галичини. В 1458 році патріарх Константинополя створив фактично нову митрополію Київську, яка поширювала свою дію на руські землі Литви та Польщі. До 1503 року Київські митрополити були прихильниками флорентійської унії. Митрополит носив титул Митрополита Київського, Галицького та Всієї Русі. Його резиденція перебувала у Вільно, з 1620 — в Києві.

### Культурні досягнення епохи

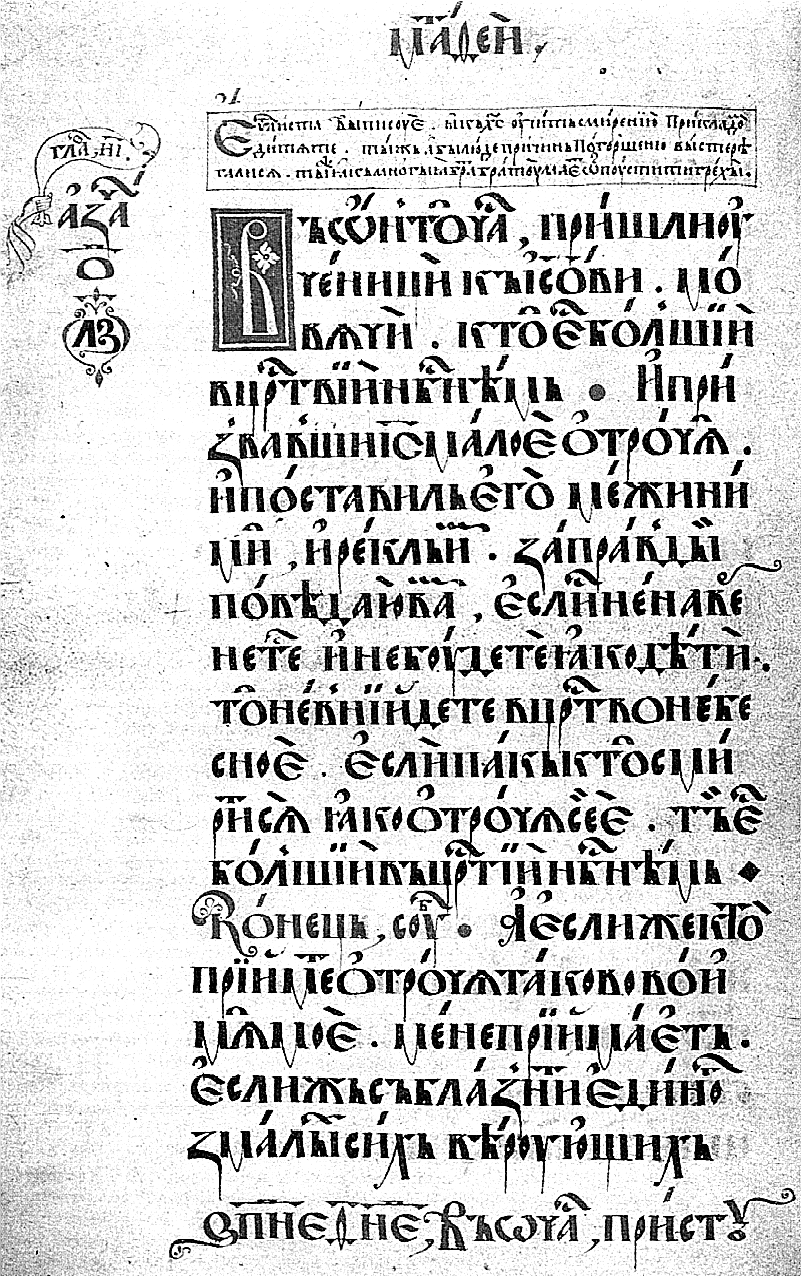
Сторінка з Пересопницького Євангелія

15 серпня 1556 року в Заславі на Волині (нині Ізяслав Хмельницької області) розпочали роботу над створенням Євангелія сучасною мовою. Роботу завершили 29 серпня 1561 в Пересопницькому монастирі, тому це видання отримало назву Пересопницьке Євангеліє. Пересопницьке Євангеліє написане староукраїнською мовою. Євангеліє було перекладено із церковнослов'янської мови болгарської редакції. Переклад відрізняється за якістю: ближче до церковнослов'янського оригіналу перекладено Євангелія від Матвія і Марка, а ближче до народної мови — Євангеліє від Луки й, меншою мірою, від Йоана. Мова Передмови Феофілакта Болгарського до Євангелія від Матвія залишилася переважно церковнослов'янською
Від 1566 року на українських землях працював один з першодрукарів Іван Федоров. В 1575 його запросив до свого маєтку в Острозі князь Костянтин Острозький. Тут в 1581 вийшла перша друкована Біблія слов'янською мовою — Острозька Біблія.

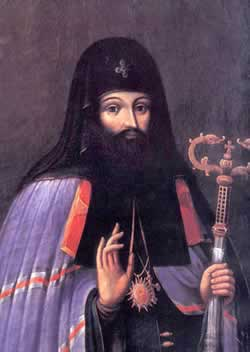
Петро Могила

Реформація в Польщі та католицька контрреформація, що розвинулась у відповідь, знаменували поступовий відхід від традиційною релігійної толерантності у Польщі. Православні країни цього періоду знаходились у періоді культурного застою (1453 року остаточно припинила існування Візантійська імперія), їхня освіта повторювала традиційні патерни та була слабо пристосована до відповідей на сучасні виклики. В цих умовах для збереження конкурентності православ'я надзвичайно важливо було створення сучасних освітньо-наукових православних центрів.
Близько 1576 року в Острозі почав діяти навчальний заклад Острозька академія, де окрім низки традиційних на той час точних та гуманітарних дисциплін вперше паралельно викладали латинську, грецьку та церковнослов'янську граматики. Академія давала можливість отримати як світську, так і богословську освіту. З лав академії вийшов майбутній захисник православ'я гетьман Сагайдачний, творець слов'янської граматики Мелетій Смотрицький та наставник Петра Могили Іов Борецький. Досвід та програма острозької школи були запозичені іншими братськими школами.
Іншим важливим рухом у православній освіті були церковні братства. Це були об'єднання переважно вільних жителів міст, ремісників та купців, хоча приймали до них і православне духовенство, православну шляхту. Іноді братства підтримували й окремі православні магнати та єпископи (зокрема князь Костянтин Острозький). Братства боролися за збереження руської культури та опонували полонізації. Церковні братства виникли як ініціатива знизу та конфліктували з православним єпископатом.
Братства відкривали школи, друкарні, навколо яких збиралися культурні еліти. З братських шкіл вийшов ряд письменників, учених, політичних діячів, діячів освіти, книгодрукування, митців. Братські школи перші серед слов'янських народів розпочали наукове вивчення слов'янської мови. Раніше практикувалося тільки начетництво, без граматики, якої не існувало ані в Москві, ані у південних слов'ян. Першу граматику церковно-слов'янської мови склав один з найкращих апологетів православ'я того часу Лаврентій Зизаній, згодом після нього — Мелетій Смотрицький. Граматиці Смотрицького було суджено довге життя в Московському царстві XVII сторіччя і навіть у післяпетровській Російській імперії XVIII сторіччя.
На базі Київської братської школи в 1632 році відкрита Києво-Могилянська колегія, яка була попередницею Києво-Могилянської академії.

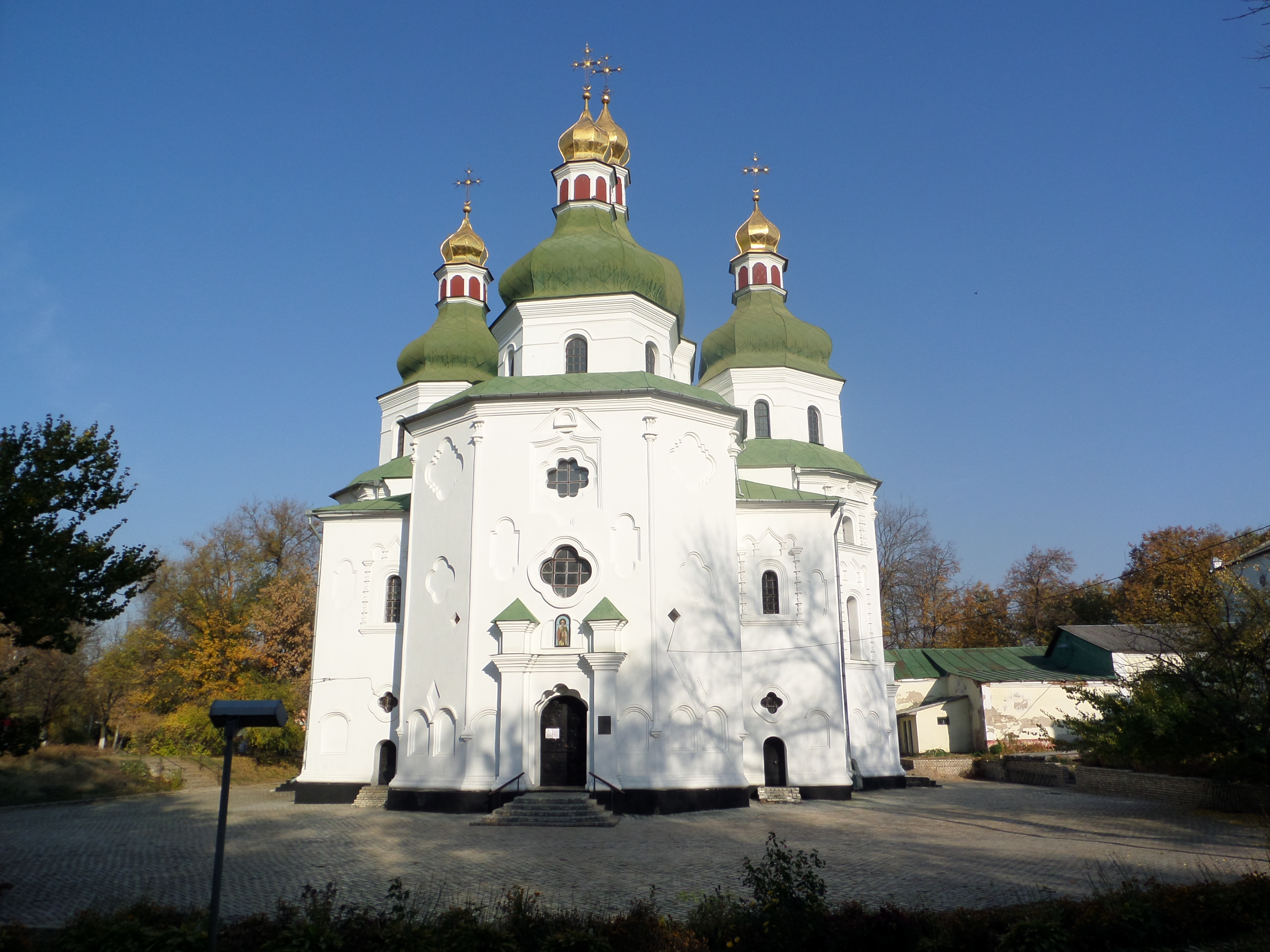
Миколаївський собор (Ніжин), 1653

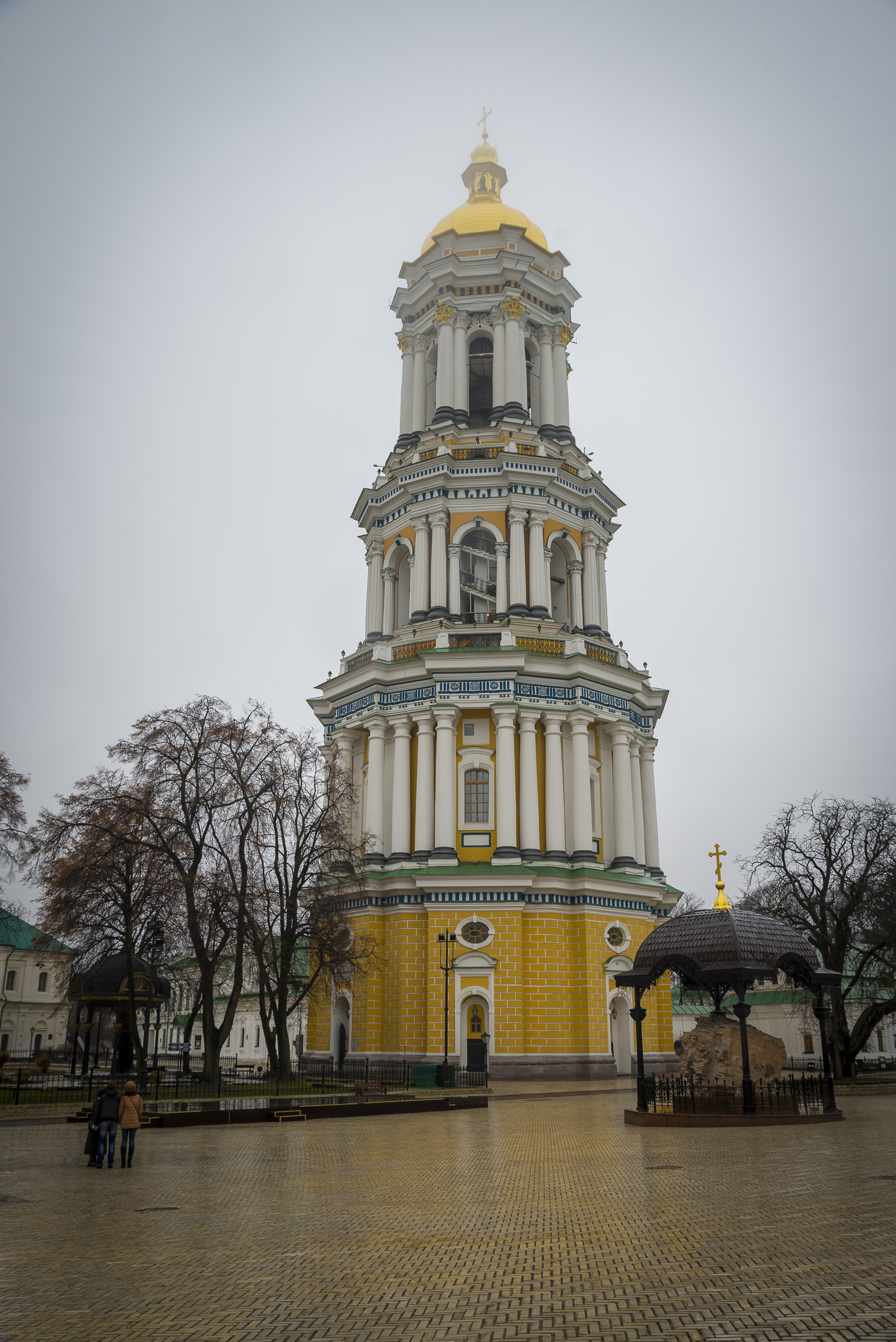
Велика лаврська дзвіниця, 1745

Києво-Могилянська академія створена багато в чому завдяки старанням київського митрополита Петра Могили. Це був перший навчальний заклад світового університетського рівня в історії України. Після занепаду Візантії у православ'ї настала криза, та православне духовенство часто могло отримати якісну освіту  лише на Заході у католицьких університетах. Таку саме освіту свого часу отримав Петро Могила.
Викладання в перші роки велося латинською, адже вона давала доступ до тогочасної світової літератури.
Петро Могила увійшов в історію також як церковний письменник. Найважливішим твором став катехізис — «Православне сповідування віри». Петро Могила склав його коротку версію, на основі якої на церковному соборі 1642 року в Яссах у присутності представників Руської, Грецької та Молдавської Церков було розглянуто, виправлено і схвалено подане українськими богословами повне «Православне сповідування віри». Це видання було основним для церкви в Російській Імперії і не лише до початку 20 сторіччя. Нині часто можна почути, що через перевагу цієї книги в православній освіті вона ніби то потрапила до полону католицької думки. У цьому є частка правди, адже система освіти, створена Петром Могилою, базувалася на західній католицькій схоластичній освіті. Але на 17 сторіччя вона була найсучасніша у світі, грецька школа давно занепала на той час. Якщо б руське православ'я не перейняло освітнє надбання заходу, то це загрожувало б інтелектуальною смертю.
В цей період набула розвитку українська церковна архітектура. Її обличчям стало українське бароко, стиль, що розвинувся у XVII–XVIII століттях. Вплив українського бароко був відчутний в Росії,де наприкінці XVII — на початку XVIII століть у зв'язку із реформами Петра І в Росії на вищих церковних посадах опинилась значна кількість церковних ієрархів — вихідців з тогочасної України. До найкращих зразків українського бароко в Росії належать комплекс Троїцького монастиря в Тюмені та Воскресенський собор в станиці Старочеркаській.

### Берестейська унія
Передумовами Берестейської унії можна назвати кілька обставин:
— занепад православ'я після кризи та припиненням існування Візантійської імперії. В той же час на Заході необхідність боротьби з Реформацією спонукають піднесення католицької науки, а місія єзуїтів, що працює у Польщі з 1564 року, активно поширює католицький прозелітизм. Православна церква не могла надати католицькій місії відповідь належного рівня.
— подекуди низький рівень якостей церковних ієрархів через участь у їхньому призначенні політичного та майнового чинника (на призначення єпископів впливала шляхта, переважно магнатського рівня). Титул єпископа продавався світським особам, іноді навіть двоєженцям. Місцеві магнати могли використовувати монастирські будівлі для проживання власної родини, здійснювали збройні напади на інші монастирі.
— конфлікт православних єпископів з братствами та Константинопольським патріархом. 1586 року патріарх Антіохійський Йоаким V надав львівському братству незалежний від місцевого єпископа статус та право контролю за духовенством. Братства брали участь у виборах єпископів, контролювали використання церковного майна, що дратувало єпископів. Разом з тим, католицькі єпископи не були залежні від мирян, і перехід під омфор Папи Римського був інструментом позбавлення контролю зі сторони братств.
Поступово в частини вищої церковної ієрархії православної церкви визріває думка про доцільність унії з католицькою церквою. Прихильників унії не влаштовувало втручання братств та шляхтичів мирян у релігійне життя, неконструктивна, на їхню думку, лінія Константинопольської патріархії, бажання не тільки зберегти власні земельні володіння, а й зрівнятися в політичних правах з католицьким духовенством.
Ідею унії розпочали православні єпископи, затвердивши її на соборі в Бересті в жовтні 1596, а вже після проведення собору імплементацію унії забезпечувались методами державного примусу. Поряд з собором єпископів пройшов собор мирян, на якому були присутні також Констянтин Острозький, єпископи Михайло та Гедеон, посли Александрійського та Константинопольського патріархів, настоятелі численних монастирів. Рішення Берестейського собору було стверджено королівським універсалом. З цього починається епоха тотального пригнічення православних.

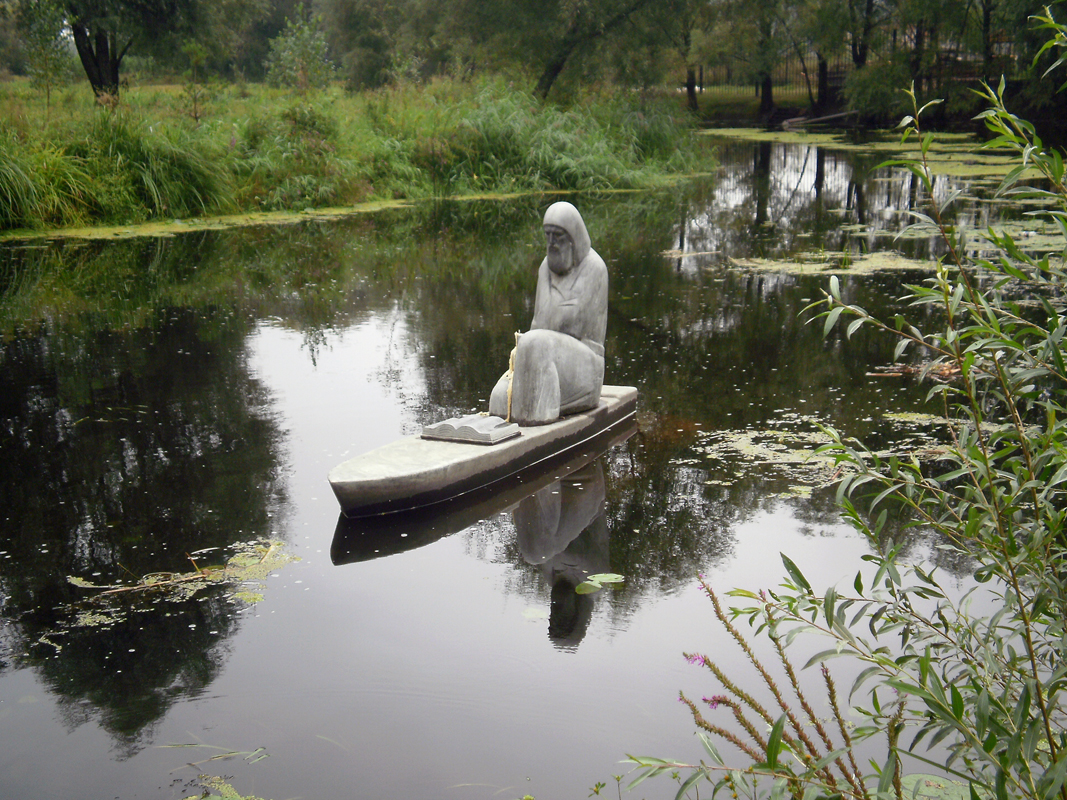
Пам'ятник Єлисею Плетенецькому в парку музею «Замок Радомисль»

Православна церква проголошувалась поза законом, церкви та майно повинні були передаватися уніатам, а два єпископи, що залишились, вважалися відлученими від церкви. Нових єпископів призначити було неможливо. З 1610, коли помер єпископ Михайло Копистенський, православ'я залишилось без єпископства.
В ці роки захисниками православ'я виступили братства та козацтво. Найвідомішою постаттю з них є Петро Конашевич-Сагайдачний. Під його захистом патріарх Феофан прибув до Києва в 1620. Він зробив хіротонію семи новим єпископам, а митрополитом Київським став Іов Борецький. Так була відновлена Київська митрополія. Але якщо Київщина була захищена силою козацтва, православ'я на інших землях потерпало від насильства.
Тільки в 1633 ситуація поліпшилась, коли під час обрання нового короля Владислава IV православна шляхта домоглася визнання права на православну ієрархію. Проте монастирі і церкви, що раніше були передані уніатській церкві, назад не верталися.
Берестейська унія була одною з причин повстання Хмельницького в 1648 році, яке вилилося в криваву жорстоку війну. В той же час в Західній Європі йшла Тридцятирічна війна, яка також почалася через релігійні причини.

### Підпорядкування Київської митрополії Москві
Після офіційного відновлення православ'я на митрополичу кафедру зайшов Петро Могила, один з найяскравіших Київських митрополитів.
У 1684 році (за часів лівобережного гетьмана Івана Самойловича) Московська Патріархія звернулася до Константинопольського патріарха Якова з проханням підпорядкувати їй Київську Митрополію, але отримала відмову. Це не завадило таємно висвятити у Москві у сан Київського митрополита єпископа Гедеона (Святополк-Четвертинського). Київським духовенством такі кроки Москви сприйнялися як порушення прав Гетьманщини. Зібрання духовенства на чолі з архімандритом Київо-Печерського монастиря Варлаамом (Яссинським) виразило протест проти такого призначення. У 1686 році Константинопольський Патріарх Діонісій за наказом візира погодився на підпорядкування Московській Патріархії Київської митрополії. Це було зумовлено політичною ситуацією, коли після поразки під Віднем Османська імперія намагалася заручитися підтримкою Московської держави.

### Положення православних на землях Речі Посполитої в XVIII сторіччі
Цей же митрополит Гедеон (Святополк-Четвертинський), який став першим призначеним від Москви Київським митрополитом, був передостаннім православним єпископом на землях Речі Посполитої. В 1684 він покинув Луцьку єпархію та переїхав до Москви. З того року і до 1709 в Речі Посполитій залишилися тільки уніатські єпископи.
В 1704 в результаті Повстання Палія до значної частини Правобережної України були введені козацько-московські війська. Через їх присутність Московське царство могло протидіяти наступу на православ'я, Волинь отримала православного єпископа Кирила (Шумлянського). Але в 1711, після виведення московських військ, влада Речі Посполитої змусила його піти. З 1711 року православних єпископів на Правобережжі, яке було під Річчю Посполитою, більше не було.
При цьому кількість православного населення (можливо, окрім Галичини) залишалась дуже значною. Православних священників виганяли з храмів, які передавали католикам або уніатам. У 1732 році православним заборонили здійснювати публічні похорони та релігійні процесії, наказуючи користуватися католицькими службами (це правило поширювалось ще на протестантів).
Особливо інтенсивним окатоличення стало після першого поділу Речі Посполитої в 1775. Якщо досі Київщина (її правобережна частина, що входила до складу Речі Посполитої) та Брацлавщина мали менш всього католицького впливу та залишалася переважно православними землями, то з 1776 йде масований наступ на православ'я і тут. Причиною цього було бажання асимілювати населення. До середини 1770-х на Київщині та Брацлавщині було вже 2 тисячі католицьких або греко-католицьких храмів та монастирів. З 19 католицьких монастирів, що були на Київщині наприкінці 18 століття, 13 було відкрито в другій половині століття. А лише за 1776 рік 800 православних парафій було повернуто до католицтва.
Після другого та третього поділу Речі Посполитої більша частина Правобережної України перейшла під контроль Російської імперії. В 1793 була створена православна єпархія, шляхтичам заборонили чинити перешкоди селянам, які бажали перейти в православ'я. На Київщині та Брацлавщині перехід населення від унії до православ'я проходив дуже швидко, на Волині він йшов повільніше. За даними Крижанівського до 1796 в православ'я перейшли півтора мільйона уніатів. Хоча Катерина ІІ планувала повністю заборонити греко-католицьку церкву, але це сталося тільки в 30-х роках 19 сторіччя.
Що стосується Галичини, то в 1708 в унію примусили перейти львівське братство. Відтоді православ'я в регіоні слабшає, з роками все менше православних залишається серед селян. На 1775 існував лише один православний скит у Маняві, заснований наприкінці 17 століття ченцем Йовом Княгиницьким. Однак в 1785, вже в австрійські часи, і його закрили.

## Церква в період Російської імперії

### XVIII сторіччя

#### Секуляризація
За часів московського царя Петра І Московське царство перетворюється на Російську імперію абсолютистського типу. Але не тільки державний устрій зазнає капітальних змін, змінюється і положення церкви. Існування авторитетної ієрархії та патріарха, який міг своєю постаттю врівноважувати владу царя, міркувалось Петру небезпечним. Коли в 1700 помирає патріарх Адріан, Петро забороняє вибирати нового патріарха. З 1700 по 1917 в Російській Церкві не було патріарха. Замість патріарха спочатку був призначений блюститель, а з 1721 створений спеціальний світський орган — Святійший Правлячий Синод. Відтоді і на два століття вперед держава підпорядкувала собі церкву.
Перші кроки проти монастирів робив ще Петро. Так, він заборонив відкривати нові монастирі, зобов'язав монахів прив'язуватися до своїх обителей. Поглиблюється класова диференціація суспільства, заборонено переходити в духовенство селянам чи дворянам. Духовенство стає закритим класом.
Широкий наступ на монастирі розпочався за Катерини ІІ у 1764. Всі нецерковні землі вилучалися, також закривалося багато монастирів, яких секулярна влада вважала непотрібними. Земель Гетьманщини спочатку секуляризація не торкнулася, але після її припинення з 1786 монастирі почали закривати і на українських землях.
Секуляризація супроводжувалась репресіями проти незгодних представників духовенства. Наприклад, загинув у в'язниці митрополит Арсеній, один з найавторитетніших ієрархів того часу.

#### Приєднання до російської церкви грецьких парафій
В Криму християнська церква безперервно існувала з давніх часів. Серед православних тут панувала грецька культура, тому, хоча історично православ'я сповідували різні народи Криму, до пізнього середньовіччя всі місцеві православні стали вважатися греками. Після підкорення кримських земель Османською імперією головним центром християн став Успенський монастир в Бахчисараї, до якого з великою повагою завжди ставилися навіть кримські хани.
В 1678 Ґотська та Кафська митрополії об'єднались в Ґотську і Кафську митрополію.
Після підпорядкування Криму Російській імперії в результаті російсько-турецької війни 1768—1774 імператриця Катерина ІІ вирішила, що місцевих християн (які складалися переважно з греків та вірменів) потрібно переселити на російські території (сам Крим до 1783 року ще офіційно не увійшов до Російської імперії). Мотиви цього рішення викликають суперечки серед істориків: одні вважають, що імператриця бажала захистити християн від можливих утисків з боку мусульман; інші — що метою було послаблення економіки Кримського ханства. Переселення проводилося примусово та було погано організовано. За півтора місяця в серпні та вересні 1778 більше тридцяти одної тисячі християн було переселено спочатку в придніпровські запорізькі землі, а пізніше вони переїхали до Приазов'я (греки переважно осіли на півдні сучасної Донецької області, а вірмени — в пониззі Дону). Взимку 1778-79 через погані умови проживання серед переселенців спалахнула епідемія, від якої багато людей померли. Деякі християни, що не бажали переїжджати, називали себе мусульманами та залишились в Криму.
Саме це переселення дало поштовх до розвитку та назву місту Маріуполь. Від нього бере початок історія грецького населення в Приазов'ї.
В 1788 році Ґотська і Кафська митрополія була ліквідована, а її віруючі перейшли до Російської православної церкви.

### XIX — початок XX сторіччя

#### Загальні тенденції
19 сторіччя було сторіччям розквіту Російської імперії. Для церкви це був відносно спокійний час. Але не з усіма викликами історії вона змогла впоратися.
Цей період характеризується суспільно-історичним розколом між простим населенням та елітою. Серед еліти поширюється атеїзм або агностицизм. Наприкінці XIX сторіччя навіть з семінарії випускали атеїстів. Багато майбутніх революціонерів виховувалися в семінаріях. Проте і селяни не могли сприйняти багато з основ своєї віри. Із 17 сторіччя не оновлений переклад Писання церковно-слов'янською мовою стає незрозумілим для людей того часу. Дуже часто тепер селяни майже не відвідують церкви. Тому за приписом Синоду кожна православна людина повинна раз на рік прийти до причастя, перед якою обов'язковою стає сповідь. Ця обов'язковість не відповідала вільному духу християнства та зумовила формальний підхід до віри серед багатьох людей. Так, людина, яка вже не вірила в Бога, повинна була прийти один раз на рік до причастя, що не сумісно з християнським віровченням, адже віра в Бога є важливою умовою допуску людини до причастя.

#### Переклади Писання сучасною мовою
В той час виходить переклад Біблії російською мовою. В 1860 вийшов переклад Євангелія, зроблений вченими Московської, Київської, Петербурзької та Казанської семінарій. А до 1876 російською вийшли всі книги Біблії. Цей переклад носить назву «синодальний» та досі є найпоширенішим перекладом Біблії російською мовою.
У той самий час з'являються перші переклади Біблії сучасною української мовою. Перший переклад всіх чотирьох Євангелій в 1861 закінчив інспектор Ніжинської гімназії вищих наук Пилип Морачевський. Трохи пізніше він переклав ще Діяння Апостолів, Апокаліпсис та Псалтир. Російська академія наук визнала його переклад найкращим серед усіх аналогічних слов'янських перекладів, але через мовну політику Російської імперії жоден із цих перекладів не був виданий за життя автора. Лише в лютому 1905 року російська влада дала дозвіл на публікацію українського перекладу Святого Письма. Вперше надрукований навесні 1906 року (потім у 1914 і 1917 рр.). Євангелія в перекладах Морачевського були перевидані у Канаді в 1948 та США в 1966, їх досі використовують під час богослужінь. А 1988 року нову — виправлену — редакцію тексту було видано в Україні за благословенням Московського патріарха Пимена.

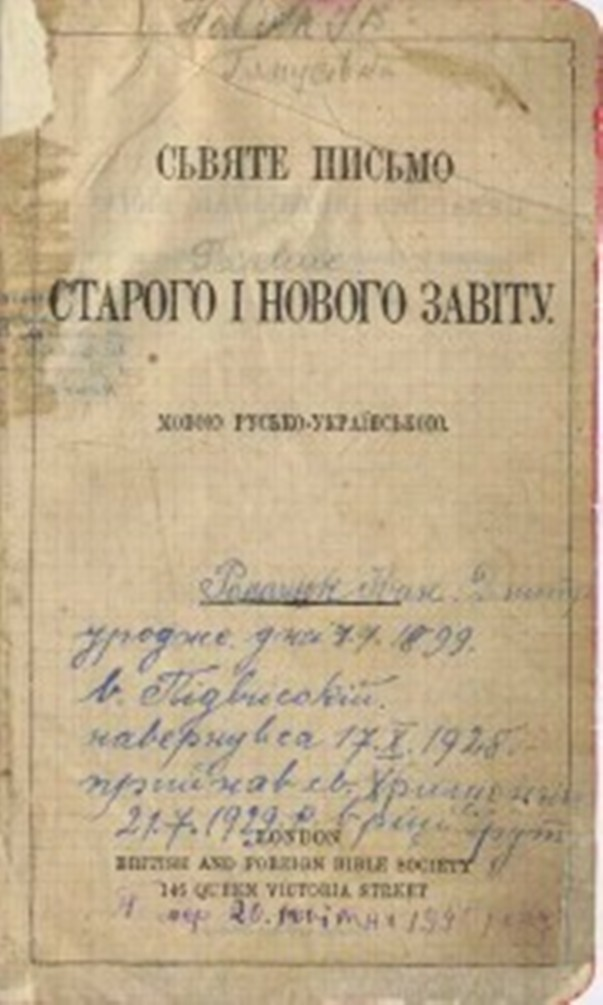
Титульна сторінка Біблії в перекладі П.Куліша, І.Пулюя та І.Нечуй-Левицького, 1903

Перший повний переклад Біблії українською мовою здійснив Пантелеймон Куліш. Свою працю він розпочав у 1860-х роках. До нього приєднався Іван Нечуй-Левицький. В 1869 році вони залучили до перекладу Івана Пулюя, відомого вченого-фізика, що мав глибокі знання з богослов'я. У 1881 Наукове товариство імені Шевченка опублікувало у Львові Новий Заповіт у їхньому перекладі. Праця над Старим Заповітом тривала. Загадкова листопадова пожежа 1885 року на Кулішевому хуторі Мотронівка (Ганнина Пустинь) стала трагічною сторінкою в історії української Біблії, під час пожежі згорів рукопис перекладу Старого Заповіту. Перекладачі знову починають працювати над перекладом Старого Заповіту від самого початку. Завершив переклад уже після смерті П.Куліша І.Пулюй. Лише 1903 року Британське та Іноземне Біблійне Товариство видало першу повну українську Біблію («Святе письмо Старого і Нового Завіту») у перекладі П.Куліша, І.Нечуя-Левицького та І.Пулюя.
Біблія в перекладі Куліша, Пулюя та Нечуя-Левицького перевидавалася у 1912 (Відень), 1921 і 1930 (Берлін), 1947 (Нью-Йорк, Лондон) роках. На теренах України кулішевий переклад вперше був виданий лише у 2000 (Київ).
Проте ані російський, ані український переклад не використовувалися в богослужінні, яке велося церковнослов'янською мовою.

#### Духовна освіта

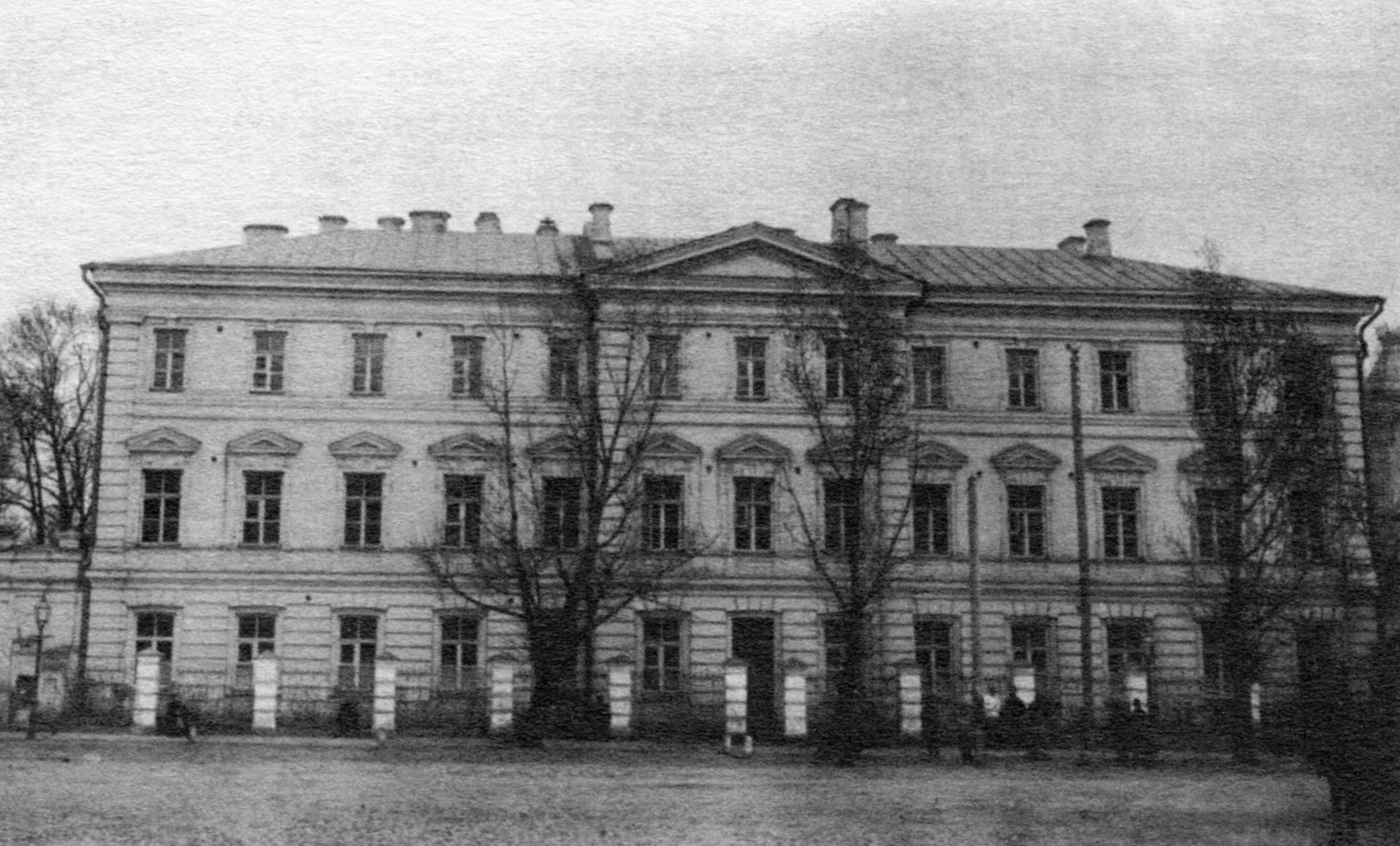
Київська духовна академія

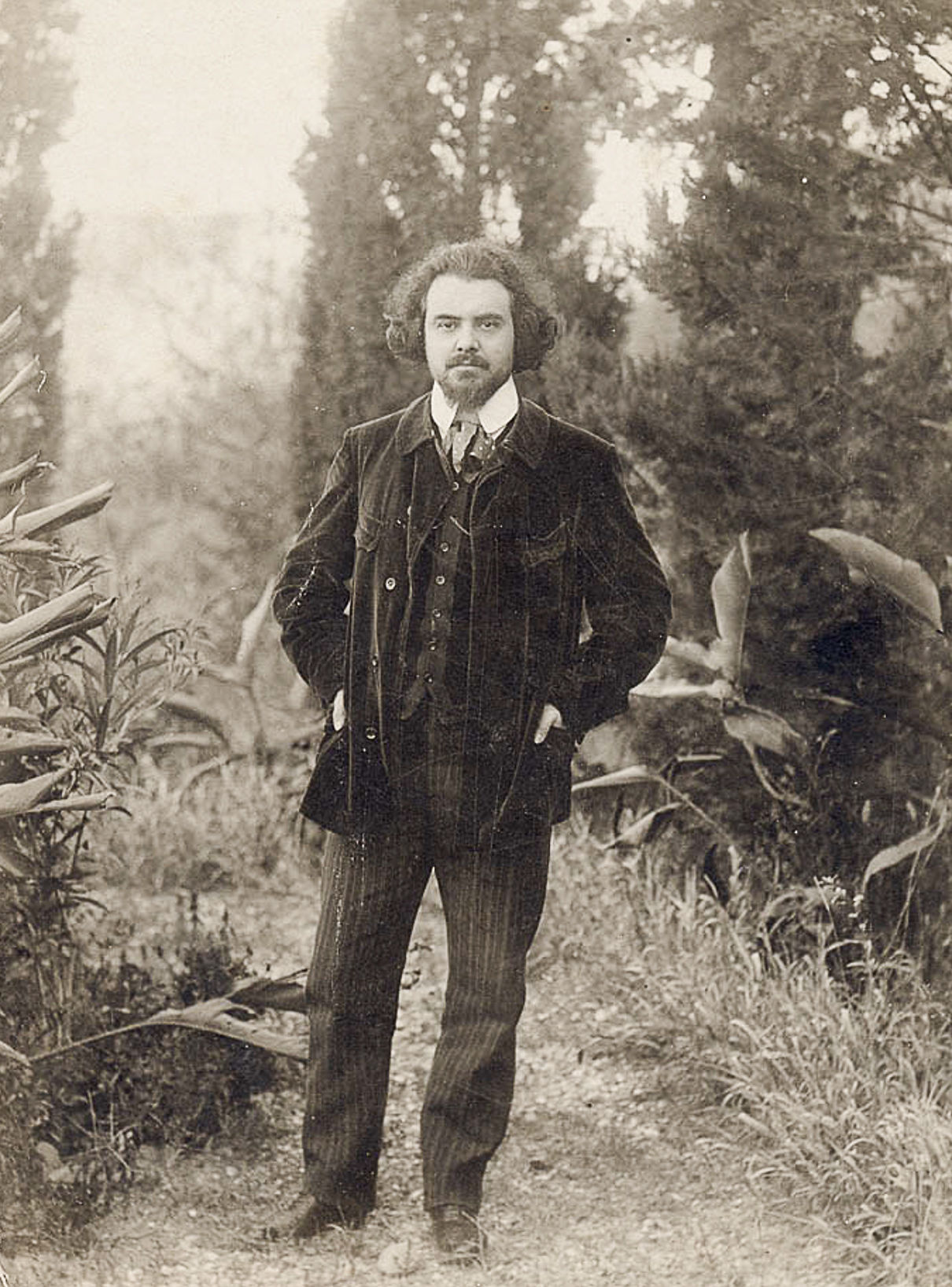
Микола Бердяєв

У 1817 році Києво-Могилянську академію закрили, проте в її приміщеннях та на її основі була створена Київська духовна академія (цю назву заклад отримав у 1819).
Духовна академія мала славу авторитетного навчального закладу в усьому православному світі. В її стінах викладали Афанасій Булгаков, Петро Кудрявцев, Тауфік Кезма, протоієрей Федір Титов, протоієрей Олександр Глаголєв. Всім їм присвячена експозиція Музею однієї вулиці на Андріївському узвозі Києва.

#### Російська релігійна філософія
На межі сторіч в імперії виникає російська релігійна філософія, яка дуже сильно вплине на православну думку в XX сторіччі. Серед творців цієї філософії української землі належали Микола Бердяєв та Лев Шестов.

#### Галицька трагедія 1915
В результаті наступу російської імператорської армії в серпні-вересні 1915 року, Галичина була окупована Російською імперією. Деінде українські греко-католицькі селяни вітали російську армію. У влади імперії з'явилася ідея щодо проведення православної місії для українських греко-католиків. Ця місія підтримувалася правими течіями та обер-прокурором Саблером. Різко проти неї виступив протопресвітер російської імператорської армії Георгій Шавельській, який вважав, що під час війни жодна місія неприпустима, бо в випадку повернення земель Австрії, люди, що перешли в православ'я, можуть бути покарані як зрадники. В цьому його підтримував головнокомандувач князь Миколай Миколайович. Але Синод підтримав місію. Місія була не тотальною, але близько ста приходів перейшли в православ'я. Були різні мотиви переходу в православ'я: хтось робив це щиро, хтось за браком освіти взагалі не розумів відмінностей православ'я та греко-католицтва, хтось вважав себе греко-католиком, але за відсутності греко-католицького священика йшов до православного.
В травні 1915 німецько-австрійські війська провели масований наступ та зайняли Галичину. На цих територіях галицькі війська вчинили розправу над тими, кого вони вважали зрадниками та вбили багато тисяч людей, серед яких були й ті, кого вбили за перехід до православ'я.
Від 50 до 100 тисяч галицьких селян, що перейшли до православ'я та тому боялися повернення австрійців, перебралися до Волині та поселились там, як біженці.
Коли в 1916 Галичина знову опинилася в руках Російської імперії, прозелітизм з греко-католиків до православ'я було заборонено. Були випадки, коли за відсутністю греко-католицького священика служби в греко-католицькому приході справляв священник православний, проте не вимагаючи переходу пастви до православ'я.

## Українська революція. Визвольні змагання
В березні 1917 революція змусила царя відректись від влади. Так закінчилася монархія в Росії. Швидкі державні зміни торкнулися і церкви.
В серпні розпочав роботу Помісний собор Російської православної церкви, який з перервами працював до вересня 1918. Вперше після петровських часів церква стала незалежною від держави.
5 листопада 1917 року вперше за 217 років був обраний патріарх. Ним став єпископ Тихон (Бєллавін).
З самого початку революції з'явилася ідея зробити і всеукраїнський церковний собор, який би вирішив подальшу долю православної церкви в Україні. Щодо її майбутнього в суспільстві були наявні протилежні позиції. Популярною серед української інтелігенції була ідея створення незалежної автокефальної церкви в Україні (найбільш яскравими захисниками цієї ідеї були протоієрей Василь Липківський та архієпископ Олексій (Дородніцин)). Також численною була проросійськи налаштована верства населення, особливо серед інтелігенції та офіцерства. Цю сторону представляли насамперед майже всі українські архієреї, які за імперською традицією були етнічними росіянами, вихованими в дусі самодержавства. Прихильники цієї партії були проти навіть автономії української церкви в управлінні та перекладу богослужіння на українську мову.

Василь Зеньківський

Третім напрямом був автономізм — його представляли прихильники автономії українського православ'я у складі російської церкви. Найбільш видатним її представником був Василь Зеньківський, який в уряді гетьмана Скоропадського був міністром віросповідань.

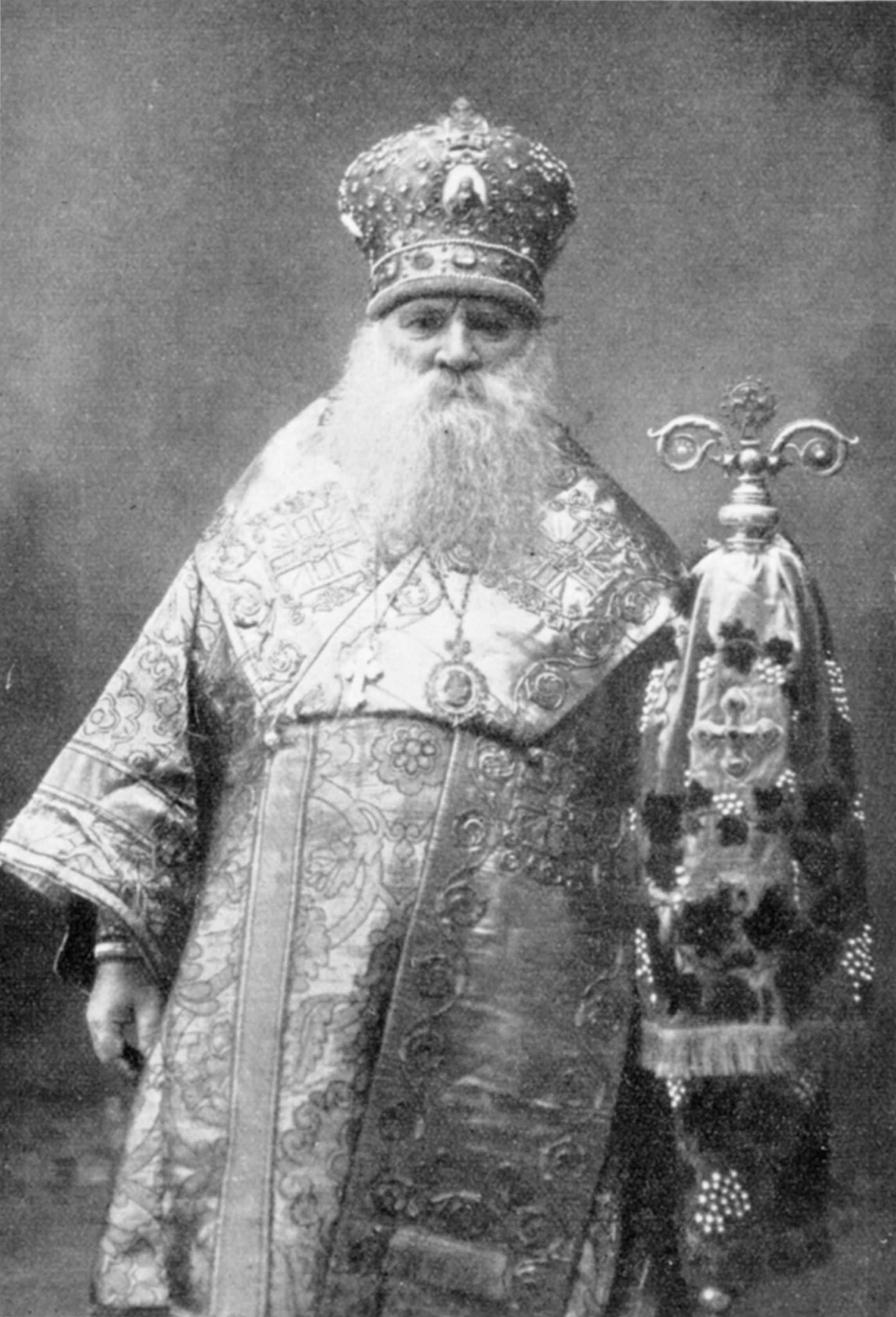
Василь Липківський

Діаметрально протилежні позиції багатьох сторін та відсутність волі до компромісу склали вибухонебезпечну ситуацію, коли проросійська сторона не бажала робити ніяких поступок, а справедливо обурена цим автокефалістська партія погрожувала в цьому випадку проголосити автокефалію самочинно. Так, українські архієреї спочатку відмовлялися скликати всеукраїнський церковний собор. Не дочекавшись згоди на діалог, в грудні 1917 автокефальна група створює Всеукраїнську православну раду, яка проголосила курс на від'єднання української церкви. Це змусило патріарха Тихона призначити Всеукраїнський церковний собор, скликанню якого досі противився київський митрополит Володимир
.
Всеукраїнський собор відкрився 7 січня 1918 року в Києві. Він проходив в три сесії: перша з 7 по 23 січня (перервана наступом більшовиків), друга з 20 червня по 11 липня, третя з 28 жовтня по 16 грудня 1918 (перервана наступом військ Директорії). Собор розглядав питання внутрішнього устрою, взаємовідносин держави і церкви, проекти статутів Київської духовної академії, семінарій, реформу церковно-приходських шкіл та багато інших питань. З червня був створений вчений комітет (в основному з викладачів Київської духовної академії), який розпочав підготовку перекладу богослужіння українською мовою. Але через посилення бойових дій в Україні робота над цим перекладом завершена не була. При цьому з початком революційних подій священики в багатьох випадках на місцях стали вести церковні проповіді українською мовою.
Під час собору в Україну вперше прийшов більшовицький антирелігійний терор. 25 січня 1917 після входження більшовиків в Київ був вбитий київський митрополит Володимир. Правда, досі невідомі обставини та мотиви цього вбивства.
Ще перша сесія Всеукраїнського собору більшістю голосів відкинула ідею автокефалії. А з 2 січня до 7 квітня 1918 року у Москві проходила друга сесія Всеросійського помісного собору, де, на якій приймається «Положення про тимчасове Вище Церковне Управління Православної Церкви на Україні», що «у зв'язку з громадянською війною» положення надавало колишнім єпархіям Російської православної церкви на території України статусу автономного церковного округу на чолі з Київським митрополитом.
В цей період бере свій початок і спроба створити автокефальну православну церкву. Коли в Києві встановилася влада Директорії, проросійські церковні діячі або виїхали з міста, або не підтримали нову владу. Заарештований був митрополит київський Антоній (Храповицький), який фактично був головою Української церкви, та митрополит Євлогій (Георгієвський). За відсутністю проросійської групи 1 січня 1919 року була створена Українська автокефальна православна церква. Правда, через швидкий наступ більшовиків тоді це перервалося, і лише з травня 1920 вона відновила свою дію.

## Православ'я на Буковині
Християнство торкнулось земель Буковини ще в перші сторіччя нової ери, але остаточно закріпилось у час панування Володимира Великого, завдяки якому буковинські землі увійшли до складу Київської Русі, де християнство стало державною релігією. Більш ніж 300 років (988—1303) місцеві парафії підпорядковувались Київській митрополії.

Із створенням Галицької митрополії (1303) Буковина (Шипинська земля), як складова Галицького князівства, перебувала під її юрисдикцією.
Після занепаду Галицько-Волинської держави буковинські землі 1367 року увійшли до складу новоствореного Молдавського воєводства. Але й тоді місцеві парафії залишались у складі Галицької митрополії.
Перших єпископів молдавської церкви висвятив галицький митрополит Антоній (1371—1391). Тільки у 1401 році молдавському воєводі Олександру Доброму вдалося добитися визнання Сучавської митрополії під зверхністю Костантинопольського патріархату. До 1630 року буковинські землі належали до Сучавської митрополії, а богослужбовою та діловою мовою — була староукраїнська. Владики сучавські дбали про розвиток місцевих парафій, засновували монастирі, замовляли зі Львова та Києва церковно-богослужбові книги, або й самі переписували їх. Зі стародавнього молдавського роду Могил в Радівцях вийшло два єпископи — Феофан (1520—1535) і Юрій (1579—1586). Останній був дядьком Київського митрополита Петра Могили і після архієрейського служіння в Радівцях займав кафедру митрополита Сучавського і Молдавського. Навіть більше, Сучавська митрополія опікувалася слабкою, на ту пору, православною церквою в Галичині. З перенесенням митрополичої кафедри у Ясси, місцеві парафії відповідно були перепідпорядковані Ясському митрополиту. Відтоді було запроваджено в богослужіння румунську мову. Розпочався процес тотальної румунізації.
В 1775 західна частини Буковини була приєднана до Габсбурзької монархії. Ще 7 років ці землі церковно входили до Ясської єпархії, але потім перейшли до Карловацької митрополії, яка традиційно опікувалася православним населенням Австрійської імперії.
Хоча революція 1848 в Австрії була придушена, але ті події підштовхнули імперію до змін. У 1867 році Австрія реорганізувалася в нове державне утворення — Австро-Угорщину, в якій більш лояльно ставилися до права народів імперії на адміністративно-культурну самостійність. Ще за три роки до того, у 1864, за ініціативою румунів був скликаний Синод Православної Церкви в Австрії. За його рішенням три румунські єпархії вийшли з підпорядкування Карловацького митрополита та створили окрему митрополію. Румуни бажали включити до знову створеної митрополії землі Буковини, але стараннями єпископа Буковини українця Євгенія (Гакмана) Буковина не увійшла до румунської митрополії та питання її долі залишили на майбутнє.
У 1870 році Чернівецький архієрей дістав титул архієпископа. А 23 січня 1873 року вийшов імператорський декрет, відповідно до якого була утворена незалежна Буковинська митрополія (при номінальному підпорядкуванні Карловацькому митрополиту), а владиці Євгенію було надано титул — архієпископ Чернівецький, митрополит Буковини й Далмації (Далмація — це південна територія сучасної Хорватії. Її православне населення підпорядкували Буковинському митрополиту через складні політичні причини).

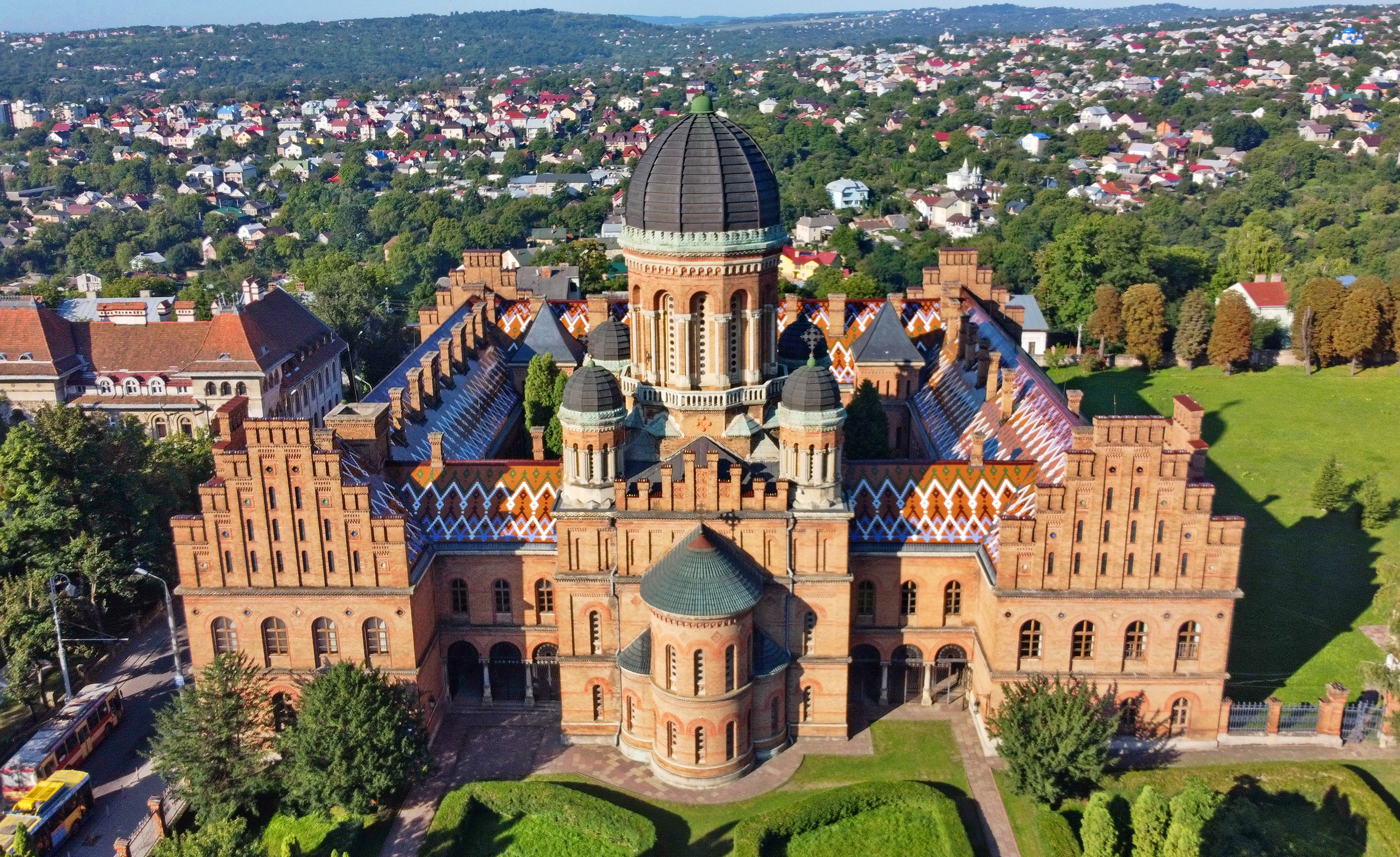
Резиденція митрополитів Буковини і Далмації

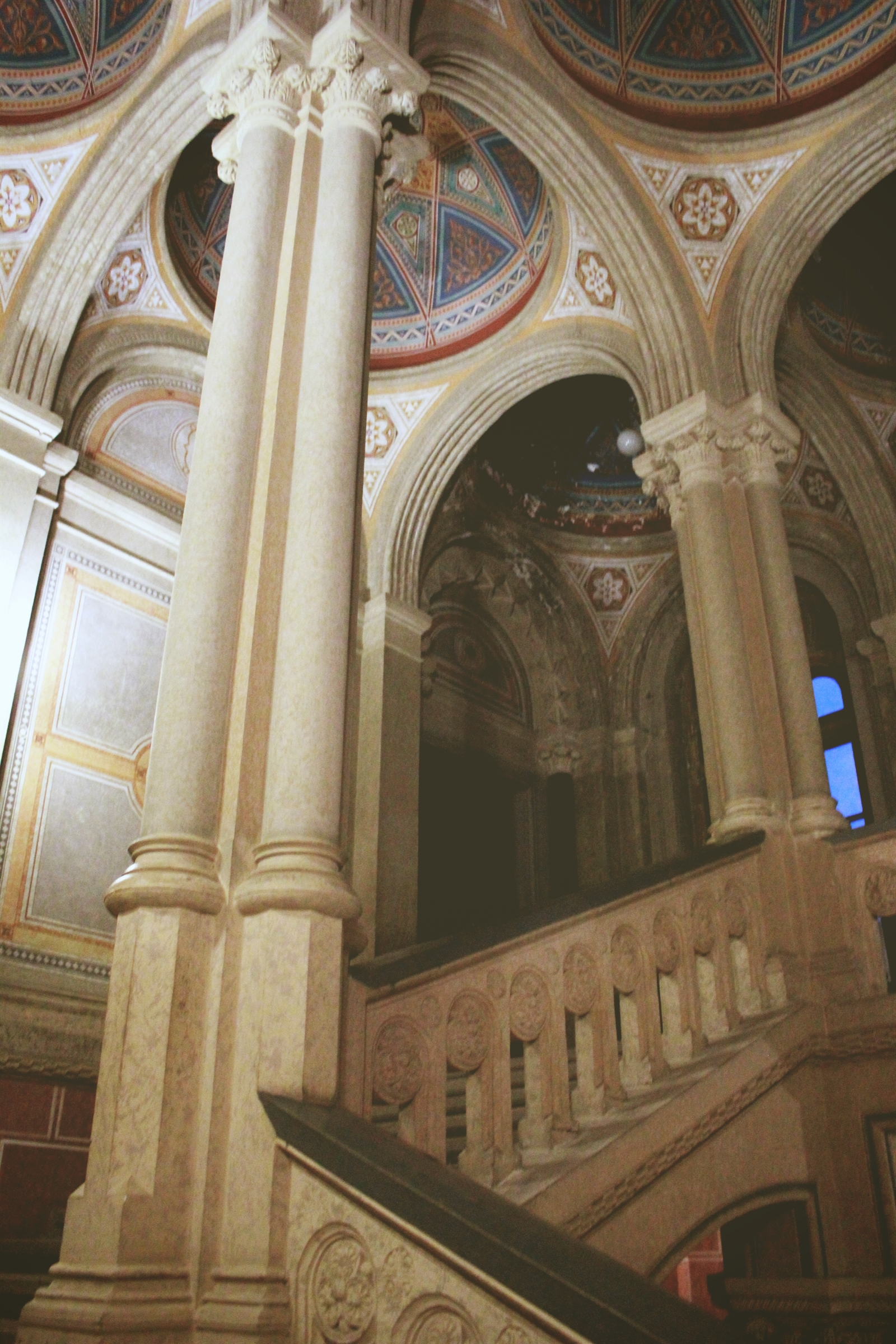
Всередині резиденції буковинських митрополитів

Православним населенням Буковини були українці та румуни, то й ж між ними йшла суперечка за право домінування в церковних справах, хоча всі суперечки мали мирний характер. Митрополити були як проукраїнські, так і прорумунські, що позначалося на національному акценті ведення справ митрополією. Так, з 1880-х видавався двомовний (українська та румунська) єпархіальний журнал «Candela» (Світильник), а на початку 20 сторіччя вийшов катехізис та підручник історії на слов'янській мові.
Буковинська митрополія була дуже багата (вона мала багато земель), тому вона мала можливість розвивати друк церковної літератури, будувати монастирі та церкви. В цей період Буковина та місто Чернівці досягли свого розквіту.
В 1864 було розпочате будівництво найяскравішого архітектурного комплексу України — резиденції буковинських митрополитів (завершено в 1882). Окрім самої резиденції в комплексі були розміщені семінарія, теологічний факультет Чернівецького університету, фабрика свічок, школа дияконів, бібліотека та музей. Найвищою точкою комплексу був храм Трьох Святителів. Нині комплекс займає Чернівецький університет, що є єдиним світськім університетом сучасної України, який має теологічний факультет та підготовляє священників.
Після розпаду Австро-Угорської імперії, Румунське королівство приєднало Південну Буковину та окупувала Північну Буковину. Буковинську митрополію було приєднано до Румунської православної церкви.
1925 року було прийнято закон «Про організацію Румунської Православної Церкви». Сама Церква дістала статус патріархії й складалася з 5 митрополій, кожна з яких об'єднувала кілька єпархій. Чернівецький архієрей одержав митрополичий титул, і в його підпорядкування перейшла, крім Буковинської, ще й Хотинська єпархія з центром у місті Бєльці.
Негативним моментом цього періоду було проведення всеосяжної і тотальної румунізації, що спричинило невдоволення й опір українського населення. Вкрай негативно була сприйнята календарна реформа, коли з 1 січня 1928 року Румунська патріархія перейшла на григоріанський календар.
29 червня 1940 року Північна Буковина була анексована СРСР та звільнена від влади румунів. З місцевих парафій та монастирів було утворено Чернівецьку єпархію РПЦ на чолі з єпископом Дамаскіним (Малютою) (правда, під час нацистсько-румунської окупації (1941-44) буковинські парафії тимчасово знову очолювались румунським архієпископом).
Після закінчення війни духівництво єпархії перейшло під юрисдикцію Московського патріархату. Юридичні питання було вирішено в результаті переговорів між керівництвом Радянського Союзу та СРР.
Чернівецька єпархія в повоєнні роки налічувала близько 370 парафій, 200 священників, мала 2 монастирі — Свято-Іоанно-Богословський чоловічий «Хрещатик» і Свято-Введенський жіночий у Чернівцях.
Наприкінці 1950-х — на початку 1960-х років в СРСР відбувалася антицерковна кампанія. Було закрито близько 100 храмів і 2 монастирі.
Кардинальним чином ситуація змінилась у другій половині 1980-х років під час перебудови, особливо після відзначення тисячоліття хрещення Русі.

### Центр старовірів у Білій Криниці

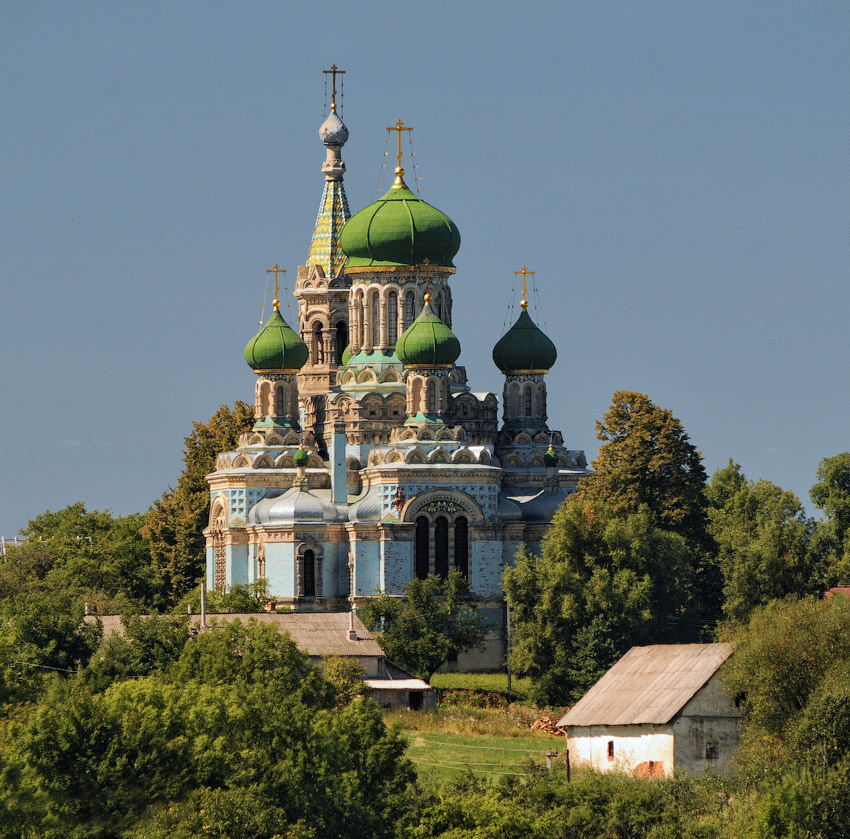
Успенський собор старообрядців в Білій Криниці

У селі Біла Криниця Чернівецької області з кінця 18 сторіччя існує поселення російських старовірів. Російські старообрядці (за іншими назвами — липовани або пилипони) прибули на Буковину з Причорномор'я, Молдови, Валахії і Бессарабії у 1760—1780-ті роки. Поселення липован з'явилися в трьох повітах. Австрійська влада, зацікавлена в заселенні Буковини, ставилася прихильно до старообрядців. Цісарським патентом 1783 Йосиф II звільнив їх від податків на 20 років і гарантував свободу віровизнання. За невелику плату переселенці одержали землю і були звільнені від панщини, а також на 50 років від військової служби.
При матеріальній допомозі одновірців з Російської імперії село мало свій церковний центр: монастир і собор. На базі чоловічого білокриницького монастиря 1844 року була створена єпархія, а з 1846 — Білокриницька митрополія, яка висвячувала священників і єпископів для старообрядців всього світу.
Покровський монастир, що був найбільшим духовно-просвітницьким центром старообрядців на Буковині, зруйнували у 40-ві роки за комуністичної влади. Митрополія була перенесена у Румунію. Резиденція митрополита Білокриницького зараз розташована в містечку Браїла (Румунія). Але величний Успенський собор (1900—1908) зберігся та наприкінці 80-х років 20 сторіччя переданий вірянам. Зараз при ньому діє старообрядчий жіночий монастир.

## Православ'я на Закарпатті
Початки християнства на території Закарпаття сягають кирило-мефодіївських часів (друга половина IX ст.). За переказами, Кирило й Мефодій, прямуючи до Моравії, декілька місяців жили на Закарпатті, від них закарпатці й отримали християнську віру й церковнослов'янське богослужіння. В період розквіту Київської Руси (IX-Х століттях) закарпатська православна єпархія була підпорядкована Київській митрополії.
У XI—XII століттях з Русі-України (Києва та Галичини) завозилися на Закарпаття церковні книги, які потім переписувалися в Мукачівському, Грушівському (Тячівський район Хустської єпархії) та інших монастирях. До нас дійшли уривки з Євангелій та міней XII—XIV століть давньоруською мовою, що збереглися серед рукописів Мукачівського та Імстичівського монастирів. Вони свідчать про нерозривні культурні зв'язки Закарпаття з Руссю.
З другої половини XI століття у зв'язку з ослабленням Київської Русі на Закарпатті почастішали набіги половців. У березні 1241 року орди хана Батия напали на Карпатську Русь, їхній шлях пролягав через Борецький перевал. Завойовники практично спустошили Карпатський край.
Після розпаду Київської Русі й утворення Королівства Руського, Закарпатська єпархія деякий час входило до складу Галицької митрополії.
У XVI столітті сюди проникає протестантизм, який поширюється переважно серед угорського населення.
Однак хоча край політично залежав від угорської держави, населення його залишалося переважно русинським. Тут існувала своя єпархія, яка підпорядковувалася сербському патріарху.
1646 року була укладена Ужгородська унія. Проте, тут Унія не мала таких успіхів, як в Галичині. В східній частині Закарпаття унія прийшла не відразу, бо ця територія вважалася належною молдовським єпископам. Лише у 1720 році всі православні монастирі та храми були підпорядковані Мукачівському уніатському єпископу, а єпископа Досифея позбавлено чину. У 1735 єпископ Досифей помер, та нового православного єпископа обирати заборонили.
Після заборони мати свого єпископа, носіями православ'я залишались монастирі, а за даними Грушевського у 18 сторіччі на Закарпатті не було браку православних священників, оскільки їх присвячували сусідні молдовські та сербські єпископи. Досить часто селяни носили хрестити дітей за межі Закарпаття до сербських священників в Мішкольц та Будапешт
.
Після утворення Чехословаччини, до якої за підсумками першої світової увійшло Закарпаття, нова влада більше не вважала перехід населення від греко-католицизму до православ'я небезпечним для себе, тож тут виникла релігійна свобода. Православна єпархія відновлюється у складі Сербської церкви. У 1936 році в Мукачевсько-Пряську єпархію входило 160 тисяч прихожан
.
У роки Другої світової війни Закарпаття було окуповано Угорщиною. Угорська влада вислала єпископа Сербської церкви та мала план заснувати автокефальну православну церкву на Закарпатті. Після анексії Закарпаття Радянським Союзом у 1949 році Мукачівська єпархія насильно увійшла під юрисдикцію Російської Православної Церкви.

## Православ'я на території Польської республіки
Після Першої світової та радянсько-польської війни значна частина західної України опинилася в складі Польської республіки. Якщо на тих українських землях, які входили до Австро-Угорщини, православної церкви не було, то на землях Волині українське населення було православним. Крім українців значною верствою православних Польської республіки стали білоруси (західна Білорусь теж увійшла до складу Польської республіки).
1919 року, коли ще тривала польсько-радянська війна, почалась перша акція примусової передачі католицькій церкві православних храмів, які раніше належали західній чи греко-католицькій церкві (проте всі вони передавались римо-католицьким громадам). Частина храмів була фізично знищена (такі випадки траплялись в основному не на етнічно українських землях Польщі). Перший етап проходив переважно спонтанно та без участі влади, але з її мовчазливої згоди. Він закінчився 1924 року, до цього моменту католицькій церкві на всій території Польщі було передано 175 колишніх греко-католицьких та 140 колишніх римо-католицьких храмів.
Державні зміни поставили питання автокефалії православної церкви у Польщі. Внаслідок радянсько-польської війни та боротьби з церквою в СРСР, зв'язки з Московською патріархією були ускладнені, а сама патріархія знаходилася під жорстким тиском радянських каральних органів. Це змусило православних єпископів Польщі Юрія (Ярошевського) та Діонісія (Валединського) звернутися, за посередництвом польського дипломатичного представника в Москві, до патріарха Тихона у справі надання автокефалії. Патріарх відмовився надати автокефалію, обмежившись призначенням єпископа Юрія патріаршим екзархом у Польщі з правами митрополита.
16 червня 1922 року відбувся Собор польських єпископів, який розглянув питання автокефалії та погодився на неї за умови, якщо польський уряд сприятиме визнанню церкви автокефальною з боку помісних православних церков. Також ієрархи звернулись за допомогою й підтримкою до Константинопольського патріарха.
13 листопада 1924 року константинопольський Патріарх Григорій VII підписує «Патріарший і Синодально-Канонічний Томос Вселенської Царгородської Патріархії про визнання Православної церкви в Польщі Автокефальною». Урочистості з цієї нагоди відбулися у Варшаві 16-19 вересня 1925 р., в них взяли участь представники Константинопольської та Румунської церков, а також члени польського уряду. 17 вересня 1925 в присутності всього єпископату Польщі в митрополичому храмі святої Марії Магдалини відбулось урочисте зачитування патріаршого томоса. Томос було зачитано грецькою, польською, російською та українською мовами, міністр віровизнань підніс митрополитові Діонісію, як предстоятелю церкви, другу панагію.
У середині 1920-х на Волині розпочинається рух за українізацію церкви. Він ініціювався знизу та мав опозицію серед єпископату. 1924 року церковний синод дозволив використання української мови у богослужінні, проповіді та читанні Святого Письма. Проте це нововведення мало обмежене поширення через спротив як єпископату, так і польської адміністрації.
1929 року католицькі єпископи подали до суду позов про повернення близько 700 православних церков, паралельно з'явився план по знищенню 97 будівель "непотрібних" церков. Так розпочався другий етап ревіндикації. Він викликав спротив українського суспільства, розголос у пресі, в тому числі за кордоном. Влада не наважилась йти на загострення конфлікту, тому більшість вимог не були задоволені.
Третій, найжорсткішій етап ревіндикації, пройшов у 1937 та 1938 роках. Його передумовою стала смерть Юзефа Пілсудського та наступне посилення партії націонал-демократів, які підтримували асиміляційну політику щодо українців. 1936 року закрита єдина на Волині православна семінарія у Кременці. Сама кампанія почалася навесні 1938 та проходила переважно на землях Холмщини та південного Підляшшя. Православних примусово навертали  до католицизму методами психологічного та економічного тиску (як то погроза звільнити з роботи, виключити з черги на розподіл земельної ділянки). За різними оцінками, вдалося навернути у католицизм від 6 до 12 тисячі людей. Розпочалось нищення храмів, як раніше зачинених, так і діючих. Було зруйновано 127 храмів (третина наявних храмів), серед них були пам'ятки архітектури XVI ст. Проповіді та навчання наказували вести польською мовою. Були випадки арешту священників, які противились цій політиці. Ці акції проходили за силової підтримки армії.
У 1939 в Польщі залишилось 51 діюча православна церква, в 1914 на цих територіях їх було 389.

## У Радянському Союзі

### До початку другої світової війни. Сталінські репресії
Хоча офіційно в СРСР гарантувалася свобода віросповідання, але це було лише на папері. За період СРСР Церква пережила наймасштабніше переслідування за всю історію. Були вбиті тисячі її служителів, тисячі вірних, відібрані, знесені, осквернені тисячі храмів. Держава неприкрито демонструвала свій антихристиянський початок. Слово «безбожник» стало похвалою, видавався однойменний журнал, було створено товариство безбожників, а п'ятилітка 1932-37 була проголошена «п'ятиліткою безбожників», та по її закінченні планували винищити релігію повністю.
Найстаріший монастир Русі — Свято-Успенську Києво-Печерську Лавру — за рішенням Політбюро ЦК КП (б) У в 1929 р закрили і перетворили на «музейне містечко», Софійський собор — в «державний заповідник». В Микільсько-Слупському монастирі розмістили артіль, у Володимирському соборі — музей антирелігійної пропаганди. Під час антирелігійного «вирішального штурму» 1933—1936 рр. в Українській РСР припинило існування до 75- 80 % церков. З 12380 православних храмів в Україні в 1936 р залишилося 4487, а служба Божа проходила тільки в 1116 (9 %) з них, тоді як в СРСР середній показник становив 28,33 % …
Неможливо повністю з'ясувати, яку долю в сталінських репресіях мали репресії з релігійних причин. Але деякі цифри можуть характеризувати масштаб переслідувань. В київської єпархії, в якої на 1917 було 1710 церков, 1435 священників, 277 дияконів, 1410 псаломщиків, 23 монастирі і 5193 монахи наприкінці 30-х років залишилось 2 парафії з трьома священиками та одним дияконом. На піку хвилі репресій у 1937-першій половині 1938 в Україні було заарештовано більше 6 тисяч служителів культу (з них переважна більшість православні). Встановити масштаб репресій віруючих мирян навряд чи можливо, бо більшість з них репресовувалась за політичними обвинуваченнями. Часто людину арештовували просто тому, що її батьки були з сім'ї священників.
Переслідування почалося відразу від встановлення більшовицької влади. В роки НЕПу воно трохи послабилося, але не зникло. Хоча саме на них прийшлася реквізиція церковних цінностей (1922), арешт патріарха Тихона (1922), створення активної антирелігійної пропаганди та товариства войовничих безбожників (1925).

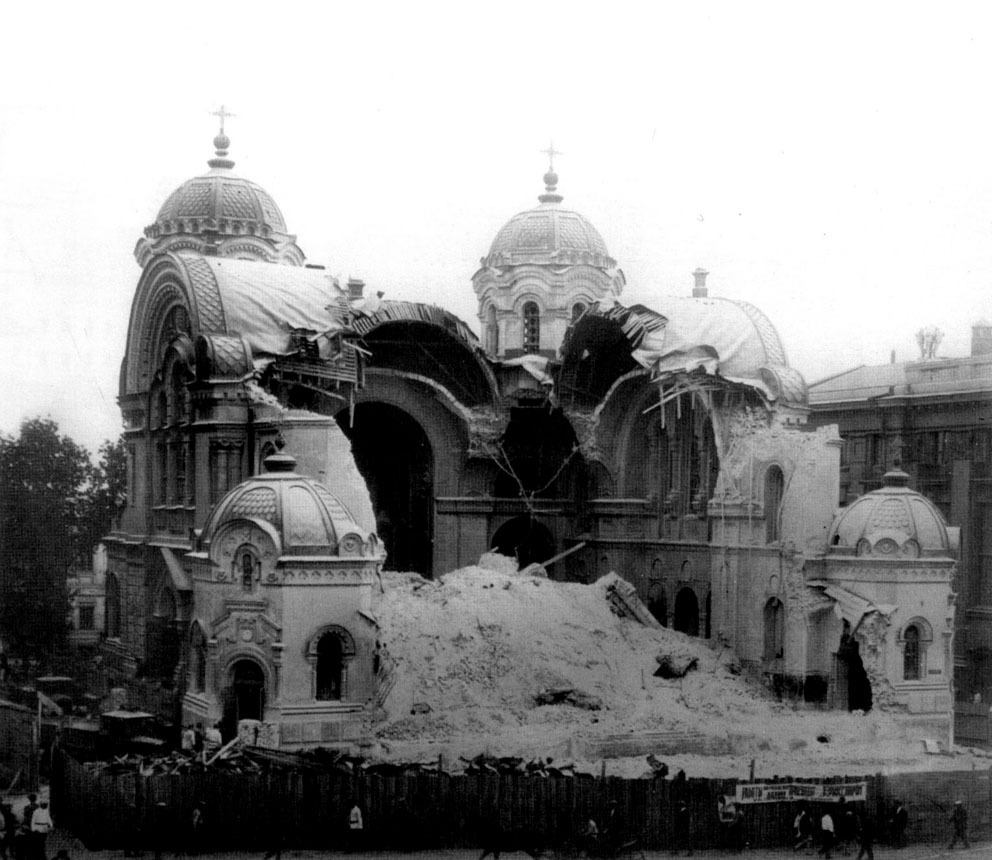
Знесення Миколаївського собору в Харкові,1930

З 1930-х почався етап тотального переслідування та нищення релігії. За планами Сталіна не мало залишитись жодного священика. Повсюдно закривались храми, арештовувались священики, ліквідувалися єпархії. Перед війною церковна структура була майже повністю зруйнована.
Однак зруйнувати релігію не вдалося. За переписом населення СРСР 1937 року 56 процентів визнало себе віруючими, з них три чверті були православними.
Ці роки характеризуються багатьма розколами в православ'ї.
У 1921 році патріарх ліквідував автономію української церкви та встановив для неї статус екзархату. Саме з цим статусом вона існувала майже протягом усього радянського періоду. Але з 1922 року патріарша церква впала в немилість до влади. В неї відбирали храми, арештовували священнослужителів. Не змінила ситуацію і «декларація» 1927 року, в якій патріарший містоблюститель митрополит Сергій (Старогородський) засуджував «закордонних ворогів» та визнавав радянську владу.
Після «декларації» з патріаршої церкви виділилися ті, хто був з нею незгодний, та створили катакомбну церкву (назву взяли від підпільної церкви першохристиян). Вона діяла таємно. Богослужіння справляли в приватних будинках, навіть єпископів хиротоносали таємно. Значна частка катакомбної церкви перейшла в РПЦ після відновлення патріаршества у 1943. Але частина церкви залишалася в катакомбах ще в 70-ті роки XX сторіччя.
Радянська влада ж вирішила підтримати «Живу Церкву» — церкву православних обновленців. У 20-ті роки це була достатньо численна церква. На її помісному соборі в Москві в жовтні 1925 було присутні 183 клірики (з них 78 єпископів). Цей же собор вирішив надати автокефалію українській церкві (її обновленському крилу), яка отримала назву Українська синодальна церква. «Жива церква» не була визнана міжнародним православ'ям, хоча вона мала багато єпископів, які зберегли апостольське преємство.
Набагато далі пішла група під керівництвом Василя Липківського. В жовтні 1921 за його ініціативою зібрався Перший Всеукраїнський Церковний Собор, який мав на меті проголосити автокефалію. Проте жоден єпископ не побажав прийти на нього. Це не зупинило ініціаторів. Відлучений протоієрей Нестор Шараєвський з кількома іншими священиками через покладання рук проголосив Василя Липківського єпископом з титулом «митрополита Київського та Всія України». Наступного дня новоназначений митрополит сам рукоположив Нестора Шараєвського в єпископи. В історію ця церква увійшла як Українська автокефальна православна церква. Вона мала до двох тисяч приходів.До 1937 через більшовицькі репресії СРСР всі ці приходи і сама церква перестали існувати.

### Під час другої світової війни
У 1939 СРСР приєднав західноукраїнські землі, що входили до складу Польської республіки, а у 1940 радянські війська зайняли північну Буковину та Бессарабію. До СРСР фактично приєднується територія з населенням в 7 мільйонів чоловік з відкритими храмами та існуючою церковною системою. До 1939 на інших територіях СРСР релігія була загнана в підпілля.
Москва намагалася підпорядкувати православних російській церкві, але до 1941 більшість православних ще належало Польській православній церкві.
Адміністративно під час німецької окупації в Україні діяли Польська православна церква, Українська автономна православна церква та Українська автокефальна православна церква (виникла у 1941 під протекцією польської церкви). На радянській стороні діяла Російська православна церква, яка з 1943 стала єдиною гілкою православ'я в СРСР через перехід до неї обновленців.
У 1943 Сталін вирішив ослабити репресії проти церкви. В вересні був обраний патріархом митрополит Сергій (Старогородський). Обновленську церкву влада примусила приєднатись до патріаршої. Причиною такого повороту радянської влади могла бути сама війна, коли віра була необхідна для об'єднання народу. Іншою причиною було і те, що німці відкривали закриті радянською владою церкви на окупованих територіях. Відкриття храмів мало пропагандистський антирадянський ефект: в той час, як совєти їх закривали, німці несли свободу релігії.
На територіях, які не потрапили під окупацію, храми майже не відкривались після 1943. Проте на повернутих з окупації територіях відкриті німцями храми в більшості випадків залишались відкритими. З урахуванням того, що на приєднаних до СРСР у 1939-40 роках західноукраїнських землях не було тотального нищення храмів та що в Україні, яка повністю увійшла під окупацію в війну, було відкрито багато храмів, Україна після війни була регіоном СРСР, де розміщувалась більшість відкритих церков.
Після повернення радянської влади на окуповані території священики, що служили під окупацією, підпадали під репресії.

### Після війни та до 1988
Таким чином, після війни СРСР відмовився від політики тотального нищення церкви. Була відновлена ієрархія, створені знову єпархії. 1945 року відкрита Одеська духовна семінарія. Однак держава в той період хоча послабила утиск, все ж як і раніше залишалася антирелігійною. Атеїзм залишався панівної ідеологію в державній освіті. Ієрархія призначалася з відома влади, співробітники спецслужб слідкували, щоби священики не говорили нічого забороненого та опозиційного до влади. Зараз часто вважають, що через те, що вся верховна церковна ієрархія була призначена зі схвалення влади, то вона служила радянській владі та зраджувала церкву. Але не про все можна судити однолінійно: часто єпископ з допомогою розумної політики рятував від нищення храми, монастирі, семінарії.
У 1946 на Львівському соборі радянська влада організувала рішення про приєднання греко-католиків до православ'я. Собор з церковної точки зору був проведений з багатьма порушеннями, на ньому не було присутнього жодного греко-католицького єпископа. У 1948 та ж доля спіткала греко-католиків Закарпаття. Хоча об'єднання греко-католиків з православ'ям відбувалося не через волю вірян, а за рішенням влади, з того періоду і до проголошення релігійної свободи в СРСР в часи перебудови греко-католики молилися в православних храмах. Звісно, багато з них, незважаючи на це, вважали себе греко-католиками, через що в 80-ті роки проходив процес активного переходу західноукраїнських вірян до знову дозволеної греко-католицької церкви.
В самому СРСР з хрущовською відлигою починається ще один етап наступу на церкву. Знову закривають церкви, монастирі, забороняють громадам вірян брати участь у благодійності. З 1961 проводиться адміністративна реформа у справах релігії, згідно з якою настоятель і клірики не могли брати участь в управлінні парафією, усі її справи опинялися в руках старост (які могли бути невіруючими призначенцями влади). Хрущов по телевізору обіцяє показати «останнього попа». Але з завершенням його епохи та приходом Брежнєва активна боротьба проти церкви зупиняється.
В цей період відбувається зміна характеру середнього вірянина, отже і церкви в цілому. Влада звернула особливу увагу на те, щоби в церкву не йшли молоді сильні люди. На пасхальне богослужіння дружинники охороняли храми та не пропускали до них молодь. Через віру могли вигнати з комсомолу, тим більше з партії (а без членства в партії неможливо було зробити кар'єру). Чоловікам з вищою освітою не дозволяли становитись священиками. Найяскравіших священників, які намагались поширити вчення, інтелектуальний дух у парафії, звільняли або взагалі забороняли в служінні. Через все те влада частково досягла своєї мети: в пізньорадянському періоді в церкві стало менше чоловіків, менше молоді, менше еліти суспільства. Основними прихожанами стали жінки, частіше немолоді. Це не погано, але інтелектуальний рівень церкви знизився. Це було чутно ще і в 90-ті роки, коли при церкві часто поширювались реакційні антиінтелектуальні думки.
У школах пропагувався атеїзм, а в університетах «науковий атеїзм» був серед обов'язкових предметів. Проте, багато радянських громадян були хрещені в дитинстві. Батьки, що в більшості не були вже релігійними, часто хрестили дітей «про всяк випадок», «щоб вроків не було», «щоб дитина не хворіла».
Звісно, незважаючи на все це церква мала яскравих вірян і серед еліти суспільства. Наприклад, заступником церкви був вчений Сергій Корольов.

## Відновлення свободи церкви в 1988. Сучасний період
В ході перебудови почали з'являтися матеріали про сталінські репресії. Життя держави почало звільнятися і від диктатури атеїзму.
У 1988 році, році тисячоліття хрещення Русі, держава несподівано дозволила провести активне святкування. Його освітлювала центральна преса, та з'явилась велика зацікавленість церквою в суспільстві. Відтоді влада відходить від політики контролю релігії та дарує свободу сповідань.
Починають відкриватись церкви, священикам дозволяють проводити публічні лекції, відкриваються семінарії та духовні академії. 27 жовтня 1990 року Архієрейський собор Російської православної церкви, що проходив 25-27 жовтня, скасував Український екзархат і знову заснував самоврядну і з правами широкої автономії Українську православну церкву.

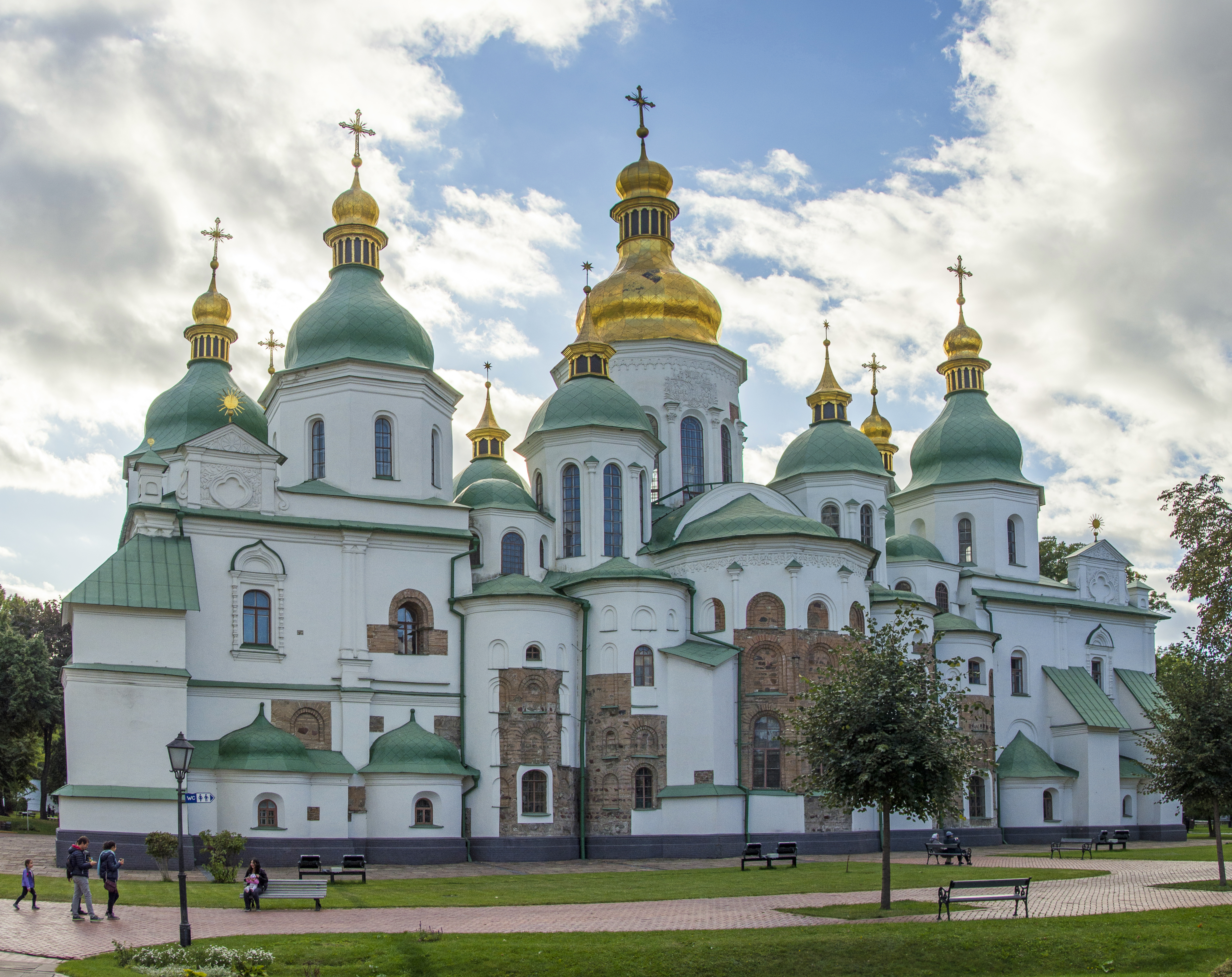
Софія Київська у наш час

Наприкінці 80-х років XX сторіччя дарують свободу і греко-католикам. Відновлення греко-католицької церкви супроводжувалося ростом радикальних націоналістичних настроїв, багатьма конфліктами з православними. На заході України часто храми відбирали у православної церкви силою, використовуючи погрози.
Після низки внутрішніх суперечок у 1992 році митрополита Київського і всієї України Філарета (Денисенка) Архієрейський Собор Української православної церкви змістив з посади і обрав нового предстоятеля — Володимира (Сабодана). Філарет не визнав цього рішення і утворив Українську православну церкву — Київський патріархат.
Крім того, під впливом закордонних українців з 1990 в Україні з'являється Українська Автокефальна Православна Церква(УАПЦ).
На сьогодні в Україні діють дві основні православні церкви: Православна церква України та Українська православна церква Московського патріархату.
Крім того, існують закордонні українські православні церкви та єпархії: Українська православна церква Канади, Українська православна церква США, Українська православна церква в діаспорі та Православний український вікаріат Румунської церкви.
Післярадянські часи відзначаються відкриттям раніше закритих церков (у 1992 президентом Леонідом Кравчуком виданий Указ «Про заходи щодо повернення релігійним організаціям культового майна»), монастирів, будівництвом нових церков, в тому числі в районах радянської забудови (жваво обговорюється, якого архітектурного вигляду мають бути церкви в спальних районах).

## Утворення єдиної помісної української православної церкви
9 квітня 2018 Президент України Петро Порошенко відбув до Стамбулу, де мав зустріч з Його Всесвятістю Вселенським Патріархом Варфоломієм і з членами Синоду.
17 квітня 2018 Порошенко в Києві провів зустріч з головами фракцій у Верховній Раді України і закликав їх підтримати Звернення до Варфоломія І про надання українській церкві Томосу про автокефалію:
| Я, як Президент, прийняв рішення звернутися до Вселенського Патріарха з проханням щодо надання Томосу про Помісну Автокефальну Церкву. І просив би вас, шановні колеги, бо є речі, які нас точно всіх об'єднують, щоби Парламент підтримав це звернення і зробив це якомога швидше. |
15 грудня 2018 року в Україні була створена єдина Православна церква. Її предстоятелем було обрано митрополита Епіфанія.